# コンスタンティノープルの城壁
コンスタンティノープルの城壁は、コンスタンティノープル（現トルコ、イスタンブール）を取り囲む城壁である。
この地をローマ帝国の首都としたコンスタンティヌス1世の時代から、帝国の首都を守る大城壁の建築が始まり、歴史上、数多くの城壁や防衛施設が築かれた。
この中には古代の築城様式を残す貴重な建築が含まれており、また全体を見れば歴史上、最も複雑で精巧に構成された防衛設備であるといえる。

## 概要
最初にコンスタンティヌス1世が築いたコンスタンティヌスの城壁は、当時の新市街を含むコンスタンティノープル全周を囲み、海陸両面を防衛するものだった。
さらにコンスタンティノープルが発展すると、5世紀にテオドシウス2世が陸側で有名なテオドシウスの城壁を築いた。
総じてコンスタンティノープルの城壁は、中世以前のあらゆる攻城手段に耐えうる難攻不落の防衛設備であり、アヴァール人、サーサーン朝、アラブ人、ルーシ人、ブルガール人、その他多くの敵の攻撃からコンスタンティノープルを守ってきた。火薬兵器が登場し、大砲が攻城戦に投入されるようになってさえ、この城壁を破り市を占領するには不十分だった。初期の大砲は城壁に十分な打撃を与えられず、装填している間に補修されてしまったためである。
最終的に、コンスタンティノープルは6週間の包囲戦の末、1453年5月29日にオスマン帝国の手に落ちる（コンスタンティノープルの陥落）。しかし、これはオスマン帝国軍の圧倒的な物量と迂回作戦、そして防衛側の不注意などによるものであり、城壁などの防衛設備は依然として十分に機能していた。
オスマン帝国もコンスタンティノープルの城壁を維持管理し続けたが、19世紀に市が発展して中世以来の市域を超えるようになると、城壁は管理されなくなった。
それでも現在に至るまで、テオドシウスの城壁は多くの部分が同じ場所に残存している。1980年代以降、大規模な城壁修復プログラムが実施されている。1985年にはイスタンブール歴史地域の一部として世界文化遺産に登録されたが、イスタンブールの発展や杜撰な発掘・修復・復元事業に伴う破壊が危ぶまれている。

## 陸上の城壁

### 前史と記録上の城壁

#### ビュザンティオンの城壁
伝説によれば、ビュザンティオン（後のビザンティウム、コンスタンティノープル）は紀元前687年にメガラから来た植民者によって建設され、その指導者ビュザスにちなんで名づけられたという。この時代のビュザンティオンは、最も東側にあった丘（現在のトプカプ宮殿付近）にアクロポリスがあり、それを中心として小さく広がる都市に過ぎなかった。10世紀末から14世紀までに編纂された『コンスタンティノープルの起源』（ギリシャ語: Πάτρια Κωνσταντινουπόλεως）によると、当時のビュザンティオンは小さな城壁に囲まれていた。これを27の塔が守り、陸上には少なくとも2つの門があった（うち一つは「ウルビキウスの門」として知られ、もう一つは後にミリオンが建てられる場所にあった）。海側にも城壁があったが、陸側と比べてかなり低いものだった。『起源』には、こうした城壁はビュザスの時代に建てられたものだと書かれている。しかしフランスの研究者レーモン・ジャナンは、ペルシア戦争中の紀元前479年にビュザンティオンを占領したスパルタの将軍パウサニアスが都市を再建して以降のものであるとしている。またこの城壁は、紀元前340年にマケドニア王ピリッポス2世の侵攻を受けた際に、墓石を再利用して修復されている。

#### セウェルスの城壁
ローマが覇権を握るようになると、ビザンティウム（ビュザンティオンのラテン語名）は重要性を失っていった。それでも富と人が集まる防衛に優れた都市ではあったが、それも2世紀末の内戦で失われることになった。194年、ビザンティウムはペスケンニウス・ニゲルに味方したためにセプティミウス・セウェルスに包囲された。カッシウス・ディオによれば(ローマ史, 75.10–14)、包囲戦は196年まで3年間におよび、敵に投げつけるものが無くなった住民はブロンズ像までも投げるようになったという。最終的にビザンティウムを降伏させたセウェルスの処断は過酷なものだった。城壁は破壊され、市はローマ市民権を失い、ヘラクレア・ペリントゥスに付随する単なる村にまで格下げされた。しかしその戦略的重要性から、後にセウェルスはビザンティウムを再建し、競馬場やゼウクシップス浴場など多くの公共施設を建設した。そして城壁も、都市の範囲の拡大を予想して従来のものより3、400メートル西方に再建された。セウェルス時代の城壁についてはあまり記録が残っていないが、ゾシムスによれば (New History, II.30.2–4)、城壁のメインゲートはポルチコ通り（後のメセ通りの一部）の終端、のちのフォルム・コンスタンティニの手前にあった。城壁は、現在のガラタ橋あたりから南に向かい、ヌールオスマニィエ・モスク付近で曲がって競馬場の南壁につながり、さらに北東へ向かってボスポラス海峡付近で旧城壁と接続していたと考えられている。『コンスタンティノープルの起源』では、324年のコンスタンティヌス1世とリキニウスの内戦に関して、上記とはまた別の城壁があったことを示唆するような記述がある。これはセウェルスの城壁の外側に位置し、後に街がコンスタンティノープルとして拡張されてからフィラデフィオンと呼ばれるようになる地域に城壁があった、というもので、この時代にはセウェルスの城壁の他にも城壁が増設されていたことが分かる。

### コンスタンティヌスの城壁
4世紀前半の内戦で、ビザンティウムは先の内戦とまったく同じ運命をたどった。リキニウスに味方したためにコンスタンティヌス1世に征服されたのだが、次第にコンスタンティヌス1世もこの都市の地理的重要性に気づき、324年から336年にかけて再建していった。その過程でコンスタンティヌス1世は、330年5月11日にビザンティウムを「第二のローマ」と呼んで落成式を行った。次第にこの都市は、「コンスタンティヌスの都市」を意味するコンスタンティノポリス (ギリシア語: Κωνσταντινούπολις, Konstantinoupolis　英語名コンスタンティノープル)と呼ばれるようになった。新生コンスタンティノープルでは、セウェルスの城壁のさらに2.8キロメートル（15スタディア）西方に新たな城壁が築かれた。コンスタンティヌスの城壁は1重ながら、324基もの塔で防御を固めることになった。この工事は、息子のコンスタンティウス2世の時代まで続いた。コンスタンティヌスの城壁の位置も、わずかな部分しか判明していない。金角湾の聖アントニウス教会（現在のアタチュルク橋付近）から南西に伸びてモキウスの貯水池やアスパルの貯水池の東側を抜け、マルマラ海沿岸のテオトコス教会付近で終わっていたとされる。
しかし5世紀前半までに、コンスタンティノープルはコンスタンティヌスの城壁を越えて発展した。この城壁外の地域はエクソキオニオン(Exokionion)と呼ばれた。この後もコンスタンティヌスの城壁は長きにわたって生きながらえたが、実際のコンスタンティノープルの境界と防衛の役割は5世紀前半にテオドシウスの防壁に取って代わられた。478年9月25日、コンスタンティノープルは大地震に襲われ、「内壁」が大きな被害を受けたという記録がある。これはコンスタンティヌスの城壁を指した記録であると考えられる。また聖テオファネスによれば、この城壁は557年の地震でも被害を受けた。それでもなおコンスタンティヌスの城壁は大部分が残っていたが、ゲオルギオス・ケドレノスによれば、「エクソキオニオンの城壁」（コンスタンティヌスの城壁）が867年の地震で崩壊した。これ以降は、コンスタンティヌスの城壁はわずかに痕跡を残すのみとなった。ただ、19/20世紀のオスマン帝国の学者アレクサンダー・ファン・ミリンゲンによれば、イサカプ地域には19世紀前半までコンスタンティヌスの城壁の一部が残っていたという。現在のイェニカプ運送センターが建設される際、コンスタンティヌスの城壁の基礎が発掘されている。

#### 城門
コンスタンティヌスの城壁にあった5つの城門の名が知られているが、それぞれの役割や正確な位置については議論が続いている。
古黄金の門 (ラテン語: Porta Aurea, 古代ギリシア語: Χρυσεία Πύλη)、またはクセロロフォス門、サトゥルニヌスの門は、ノティティア・ウルビス・コンスタンティノポリタナエで「凝った装飾が成されている」と評された門で、第七の丘の南側の斜面に建っていた。一般にコンスタンティヌス1世の時代の成立とされているが、正確な建設時期は不明である。後のビザンツ帝国の学者マヌエル・クリュソロラスは14世紀当時の門を、大きな大理石でできた、開口部が非常に高く開いた門で、上に柱廊のようなものを戴いている、と描写している。伝えられるところでは、ビザンツ帝国後期にこの門に磔の絵が描かれたために、後に街を征服したオスマン帝国がこの門をİsakapı (「イエスの門」の意)と呼ぶことになったという。この門は1509年の地震で倒壊してしまったが、跡地に エセ・カピモスクが建てられたため、おおよその位置が今でも分かっている。
アッタロスの門(Πόρτα Ἀτ[τ]άλου, Porta At[t]alou)は、特徴も位置も不明である。位置については、シリル・マンゴーは古黄金の門のそば、ファン・ミリンゲンは第七の丘の頂上付近（後にテオドシウスの城壁の城門の一つがおかれた場所、レーモン・ジャナンはより北方のリュクス川が城壁の下を横切る地点というように様々な説が唱えられている。かつてはコンスタンティヌス1世などの多くの彫像で彩られていたが、740年の地震で崩壊した。
聖アエミリアヌスの門 (Πόρτα τοῦ ἁγίου Αἰμιλιανοῦ, Porta tou hagiou Aimilianou)は、その正確な位置が確定している唯一の城門である。トルコ語ではダヴトパシャ門 (Davutpaşa Kapısı)と呼ばれている。陸上の城壁と海側の城壁の継ぎ目にあり、海岸との連絡通路となっていた。復活祭年代記によれば、門の隣にはラブドスの聖マリア教会が立っていて、「モーセの杖」が収められていた。
プロドロモスの古門 (Παλαιὰ Πόρτα τοῦ Προδρόμου, Palaia Porta tou Prodromou)は、近くの前駆授洗ヨハネス（イオアン）教会（ヨハネスはギリシア語でプロドロモスProdromos、すなわち「前駆者」とも呼ばれる）にちなんで名付けられた門だが、位置が分かっていない。ファン・ミリンゲンは古黄金の門の隣にあったとしているが、ジャナンは第七の丘の北側斜面にあったとしている。
メランティアスの門 (Πόρτα τῆς Μελαντιάδος, Porta tēs Melantiados)の位置についても、さまざまな説がある。ファン・ミリンゲンはこれをテオドシウスの城壁の門（泉の門）であるとしていたが、ジャナンとマンゴーはこの説を否定し、コンスタンティヌスの城壁の城門であるとした。ただ二人の説の間にも相違があり、マンゴーがプロドロモスの門の近くにあるとしたのに対して、ジャニンはこの名がta Meltiadou区と混同されたものであると考え、モキウスの貯水池の西側にあったとした。他にも、A・M・シュナイダーはアドリアノープルの門の近く、A・J・モルトマンはレシオスの門の近くとする説を唱えている。

### テオドシウスの城壁

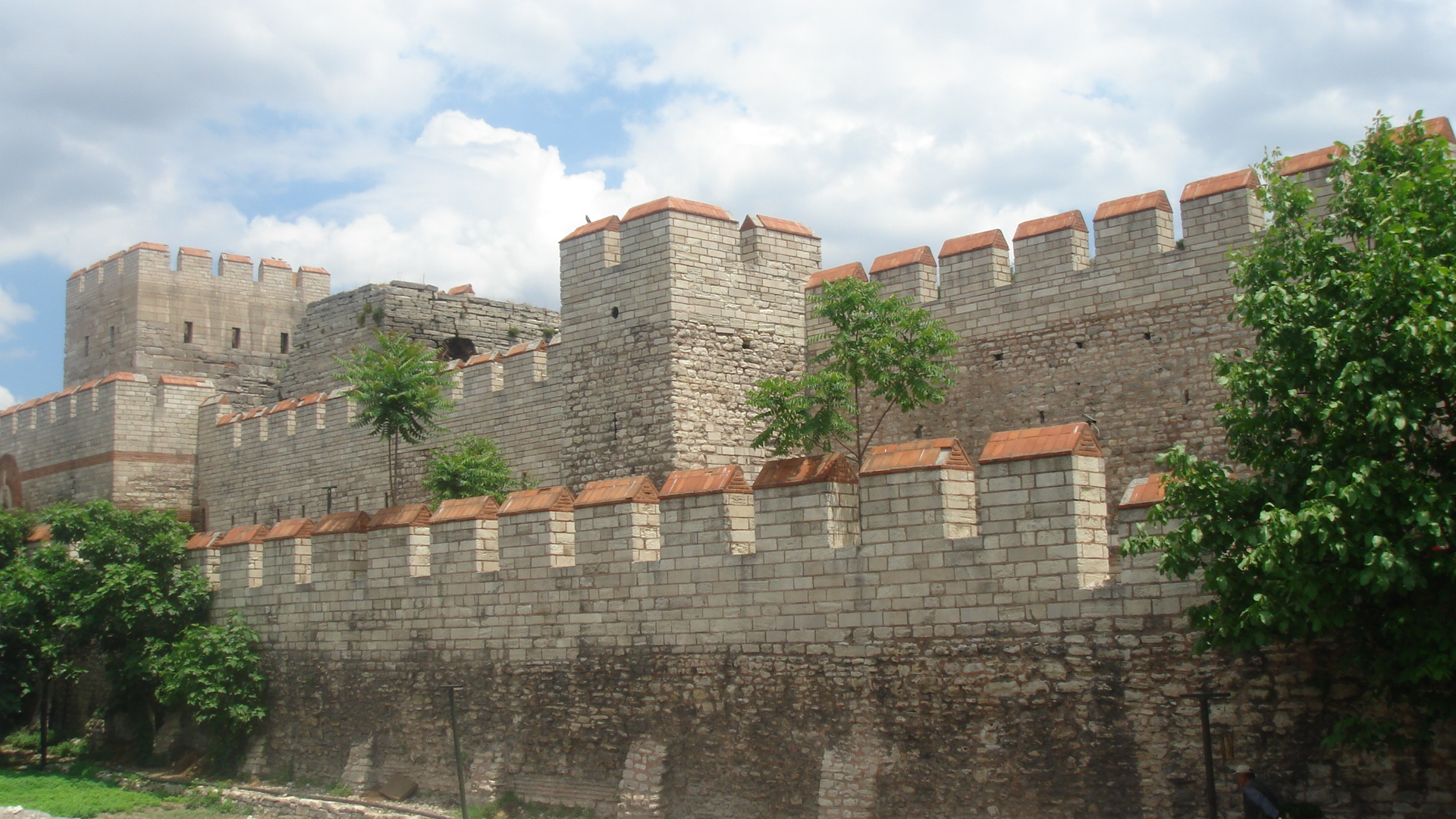
再建されたセリンブリアの門付近のテオドシウスの城壁。この画像で見えている2つの壁はいずれも外壁だが、左奥に見えているのは内壁の塔である。

テオドシウスの城壁 (ギリシア語: τεῖχος Θεοδοσιακόν, teichos Theodosiakon)は、東ローマ皇帝テオドシウス2世の時代(408年–450年)に、コンスタンティヌスの城壁の2キロメートル西方に建設された二重の城壁である。まずテオドシウス2世の幼少期に、オリエンス道長官アンテミウスの指揮により第一段階の城壁建設が行われた。ただしテオドシウス法典によれば、この工事は413年に完成したとされているのだが、1993年の発掘調査の結果、この工事は9年を要したことが分かり、したがって着工は先帝アルカディウスの治世中の404/5年であったことになる。この第一段階の城壁は1重の壁と塔で構成されていた。これが後にテオドシウスの城壁と呼ばれるうちの内側の壁の元となる。
437年9月25日と447年11月6日にそれぞれ大地震が起き、コンスタンティヌスの城壁とテオドシウスの第一段階の城壁はともに大きな被害を受けた。特に447年の地震が強烈で、城壁の大部分と57の塔が崩壊するありさまで、さらに翌448年1月にも地震が起きて追い打ちをかけた。そこでテオドシウス2世は、オリエンス道長官フラウィウス・コンスタンティヌスに城壁修復を命じた。この時フン族のアッティラがバルカン半島に侵攻してコンスタンティノープルを狙っており、東ローマ帝国の存亡がいかに素早く城壁を修復できるかにかかっていた。コンスタンティヌスはデーモイ（競馬場の応援団）を雇い、60日で工事を完了したという。これはビザンツ帝国の年代記者たちが記録しているほか、城壁で発見された3つの碑文からも立証されている。この際にテオドシウスの城壁の外壁と濠が追加されたというのが定説である。ただ、もとより内壁もこれらの設備の増設を前提として建設されていたという説もある。
歴史上、コンスタンティノープルの城壁は戦争よりもむしろ地震やリュクス川の洪水によって頻繁に損傷した。同時に幾度も修復工事が行われるたびに、それを指揮した皇帝もしくは政治家の名が刻まれた碑文が建てられた。この城壁修復は、専門の長官であるドメスティコス（コメース）・トーン・テイケオーン (Δομέστικος/Κόμης τῶν τειχέων, Domestikos/Komēs tōn teicheōn)が責任をもって、コンスタンティノープルの住民を動員して行っていた。1204年にコンスタンティノープルが征服されラテン帝国が成立して以降は城壁管理がおろそかになり、1261年にビザンツ帝国が復帰して以降も、資材の欠如のため緊急時以外は十分な管理がなされなかった。

#### 城壁線と地勢
現在のテオドシウスの城壁はおよそ5.7キロメートル、南のマルマラ海沿いのバシレイオス2世とコンスタンティノス8世の塔/大理石の塔(ギリシア語: Pyrgos Basileiou kai Kōnstantinou トルコ語: Mermer Kule)から、北のブラケルナエ地区のポルフュロゲネトスの宮殿/テクフル・サラユ (ギリシア語: το παλάτι τοῦ Πορφυρογεννήτου トルコ語: Tekfur Sarayı)まで続いている。なお外壁と堀はハドリアノポリスの門までで終わっている。ブラケルナエ地区から金角湾までの区間は、石材がブラケルナエ地区のために使われ、後世の都市の下に埋もれてしまったため現存しない。
マルマラ海から黄金の門まで鋭く北東に伸びる城壁は、海抜14メートルの高さがあった。そこからレギオンの門までは北へまっすぐに伸びていき、街の第七の丘を登っていく。そこからは鋭く北東へ進み、第七の丘の頂上にある聖ロマノスの門では標高68メートルの高さまで至る。そしてリュクス川峡谷に沿って標高35メートルまで下降する。今度は第六の丘を登っていき、頂上のカリシウスの門もしくはハドリアノポリスの門で標高76メートルまで上がる。ハドリアノポリスの門からゆるやかに標高を下げて、ブラケルナエ地区で標高60メートルとなり、アネマス監獄に近い金角湾岸に至る。

#### 構造

テオドシウスの城壁の断面図

テオドシウスの城壁は、ペリボロス (περίβολος, periboles)という高台の上に主たる内壁 (μέγα τεῖχος, mega teichos, "大いなる壁"の意)があり、比較的低い外壁 (ἔξω τεῖχος, exō teichos / μικρὸν τεῖχος, mikron teichos, "小さな壁"の意)とともに二段構えとなっている。外壁の外側には、外壁の地上が延長されたパラティヒオン(τὸ ἔξω παρατείχιον)という台地があり、小さな胸壁を超えて濠(σοῦδα, souda)に至る。ペリボロスとパラティヒオンの間は、城壁の塔に付随している小門を通して通行可能であった
内壁は厚さ4.5–6メートル、地上高12メートルの剛構造建築物であった。表面は精密に削られた石灰岩の石垣で覆われ、内側は石灰と砕けたレンガでつくる漆喰で満たされていた。7個から11個のローマン・レンガを一組として横向きに並べていく構造は、美観に優れるのみならず、石造りのファサードと内側の漆喰層を強固に結び付け、地震への耐久性を高める役割も果たしている。城壁を守るために建てられた96棟の塔は、おおむね正方形をしているが、いくつか八角形の塔もある。また六角形の塔が3棟、五角形の塔が1棟存在する。これらの塔は高さ15-20メートル、広さは1辺10-12メートルほどでほぼ似たものになっているが、塔同士の間隔は地形の影響もあり不均等で、だいたい40メートルから60メートルほどであるが、中には21メートルのものや77メートルのものもあった。それぞれの塔には胸壁を擁する屋上があり、塔内部は2階構造になっていたが、これは床で完全に隔てられ、内部で行き来することが出来なかった。下階は壁外と市内の連絡や備蓄に使われていた。一方で上階は城壁上の通路を通して進入することが出来、もっぱら防衛のために用意されていた。この階には、戦時に壁外の敵を攻撃するための窓がつけられていた。城壁の上には、市内から延びる巨大なスロープを使って登ることが出来た。現存するほとんどの塔はビザンツ帝国時代やオスマン帝国時代に再建されたものであり、テオドシウス2世時代に建てられた本来の塔は、一部の塔の基礎部に名残を残しているのみである。またコムネノス朝時代までは、塔を再建するにしても本来の構造にそった形のものを建設していたが、これより後は上階の機能が無視され、もっぱら屋上のテラスが防衛機構の中心として用いられるようになった。

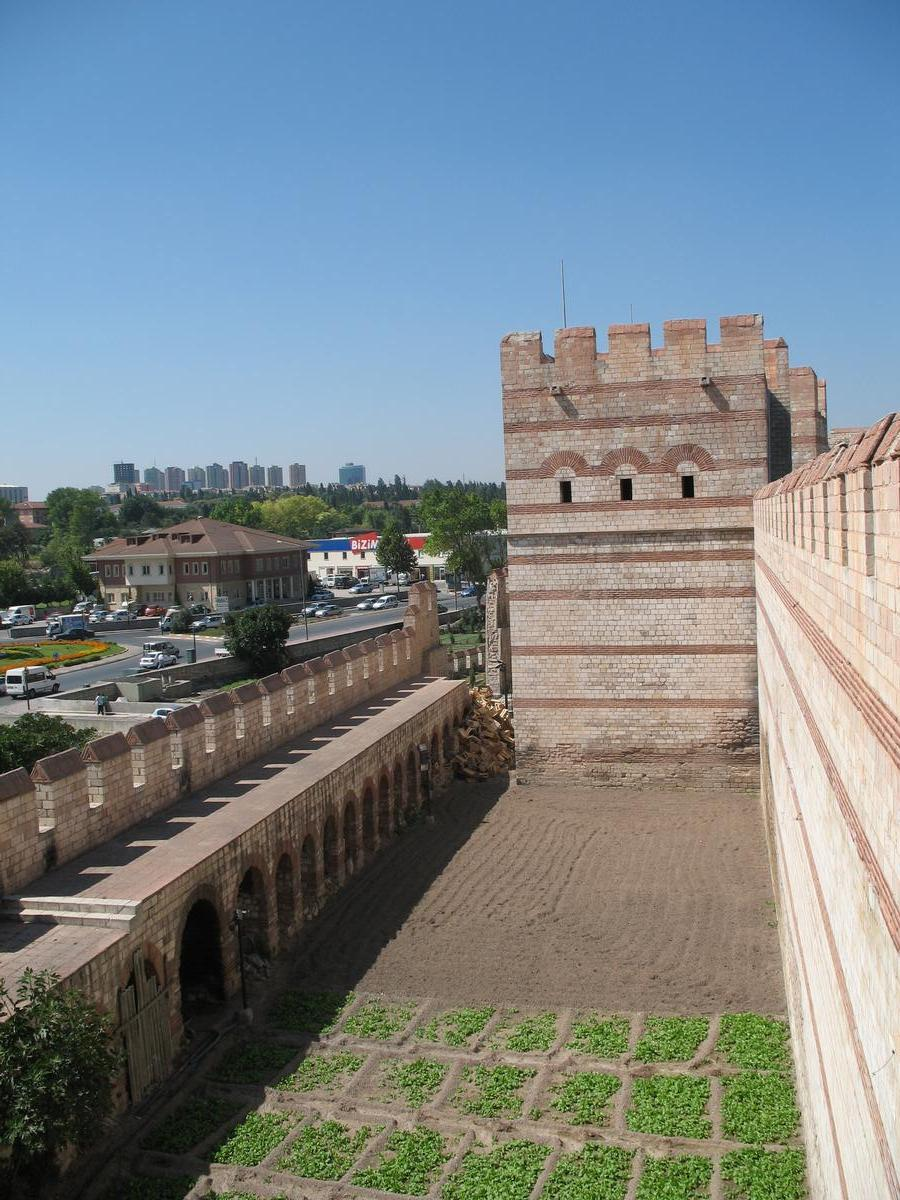
内壁（右）と外壁（左）の間に広がる空間ペリボロス。

外壁は基礎部分が厚さ2メートルほどで、ペリボロスの上にかかるアーチのような構造をしていた。高さは8.5–9メートルほどで、その上は軍用の通路となっていた。市内から外壁へは、内壁の大門小門いずれからもアクセスすることが出来た。また内壁の塔と塔のおよそ中間ほどの地点で外壁塔が置かれ、内壁塔を補助する役割を担った。外壁塔の間隔はおよそ50-66メートルほどで、最短で48メートル、最長で78メートルに至った。現在、62棟の外壁塔が残っている。一部の例外を除けば、外壁塔は正方形か三日月型で、高さ12-14メートル、広さは一辺4メートルほどだった。外壁の内側のペリボロスと外側のパラティヒオンでは高さが異なっているため、外壁にはより高いペリボロスと同じ高さに窓と部屋空間が設けられ、その上の屋上は防衛用のテラスとなっていた。一方でパラティヒオンの高さにある下階は倉庫として用いられるとともに、小門が取り付けられ、内外の通路の役割も担った。この外壁は極めて防衛力が高かった。1422年や1453年の防衛戦では、ビザンツ帝国陣営は内外の壁を満たせるだけの兵がいなかったため、外壁の防衛に集中した。
外壁から20メートルほど離れた位置に濠が掘られていた。幅は20メートル以上、深さは10メートルほどもあった。また内側には1.5メートルほどの胸壁があり、城壁防衛の第一段階となっていた。市外の北方や西方から水を供給するため、水道管が濠を渡る場所があったが、ここが敵に橋として使われないように、上に行くにつれて細く尖っていく壁が水道管の上につくられた。この水道管と壁は、城壁全周の濠に水を引くとともに、必要に応じてダムの代わりとなり濠を区画わけする役割も果たしていたと考えられている。ただファン・ミリンゲンによると、包囲戦の際に濠が実際に水で満たされていたという記録はあまり残っていない。聖ロマノスの門からリュクス川峡谷に下る部分は、その高低差のために濠の建設が困難であるため、聖ロマノスの門からハドリアノポリスの門までは濠が無かったとされている。
コンスタンティノープルの城壁の最も脆弱な部分はメソティヒオン (Μεσοτείχιον, "中間の壁"の意)と呼ばれた。これがどの部分を指しているのかは現在も定説が固まっていないが、狭くとる説では聖ロマノスの門から第5軍門まで (A・M・シュナイダーの説)など、広くみる説ではレギオンの門から第5軍門まで (B・. Tsangadasの説)、または聖ロマノスの門からハドリアノポリスの門まで (A・ファン・ミリンゲンの説)などが挙げられている。

#### 城門
テオドシウスの城壁には内壁と外壁を貫く9つの大門があり、そのほかにいくつかの小門もあったことが知られている。しかしビザンツ帝国の年代記者たちが実際の門の数より多くの名を伝えているうえに、本来のギリシア語の名はオスマン帝国の時代に忘れられてしまい、近代以降に調査が行われても文献と考古学的発見に矛盾が生じてしまうことがあって、特定に至っていない門もある。文献から確実に特定できているのは、黄金の門、レギオンの門、カリシウスの門の3つのみである。
1873年、Philipp Anton Dethierがコンスタンティノープルの城門を「公共門」（市民の交通のために開放され、濠を渡るための橋がある）と「軍門」（軍の通行のためだけに用いられ、外壁にしかない）の2つに分類した。しかし現在では、彼の説は古典的な解釈と見なされている。その理由としては、まず「軍門」に分類された門も、実際には市民も利用していたことが挙げられる。またDethierは、いくつかの門につけられている正式名称としての通し番号と、コンスタンティヌスの城壁とテオドシウスの城壁の間にある地区の名前が対応しているという説を唱えていたが、これも必ずしも一致しているとは言えない。例えばコンスタンティノープルの街の南西に「第二区」(Deuteron)があるが、Deuteronの門、すなわち「第二軍門」は街の北西にある。

##### 第一軍門
陸上の城壁と海上の城壁のつなぎ目にある第一塔に位置する小門である。上部にはキー・ロー（ΧΡ）のキリストグラムがあしらわれている。オスマン帝国時代にはタバク・カプTabak Kapı)と呼ばれた。

##### 黄金の門

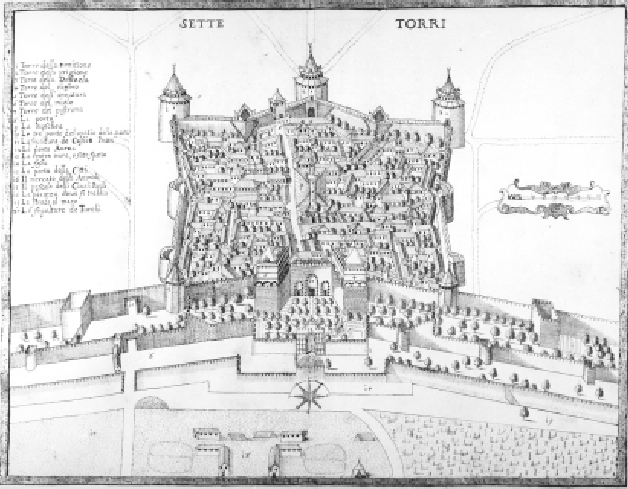
黄金の門とイェディクレ要塞（1685年）。

マルマラ海から北へたどっていくと、最初に現れる大門が黄金の門(ギリシア語: Χρυσεία Πύλη, Chryseia Pylē; ラテン語: Porta Aurea; トルコ語: Altınkapı / Yaldızlıkapı)である。戦争に勝利したときに行われる凱旋式や、皇帝の戴冠式の際にも用いられる、コンスタンティノープルのメインゲートだった。またローマ教皇の使節（519年、868年）や教皇コンスタンティヌスなどがコンスタンティノープルを訪問した際も、この門を通った。しかしこうした華々しい入城式が行われたのはコムネノス朝期までで、それ以降は、ラテン帝国を滅ぼしコンスタンティノープルを奪回したミカエル8世パレオロゴスが1261年8月15日にこの門から入城したこと以外には特筆すべき例がない。ビザンツ帝国の軍事的弱体化が進んだパレオロゴス朝時代、黄金の門は城壁の一部として城塞化され、門としての役割を狭められてしまった。コンスタンティノープルの象徴ともいえる黄金の門を模して、各地の都市で「黄金の門」と称する門が建てられた。例えばテッサロニキの黄金の門（ヴァルダル門とも）、アンティオキアの黄金の門 (ダプネーの門とも)などがある。またキエフ大公国は、キエフとウラジーミルにそれぞれ「黄金の門」を建てた。アメリカ西海岸のサンフランシスコ湾の入り口ゴールデンゲート海峡も、19世紀にコンスタンティノープルの黄金の門にちなんで名付けられたものである。
黄金の門の建設時期は、テオドシウス1世の時代とするものとテオドシウス2世の時代とするものが有力である。かつては前者が定説であったが、近年では後者、すなわち黄金の門はテオドシウスの城壁とともに築かれたとする見解が多数を占めるようになっている。そもそもこの2人の名が挙げられているのは、かつて黄金の門に、「テオドシウス」が「暴君」に取って代わったとする次のようなラテン語象嵌銘文がはめ込まれていてたという話によるものである。
Haec loca Theudosius decorat post fata tyranni.
aurea saecla gerit qui portam construit auro.
(日本語訳)
暴君の没落の後、テオドシウスがこの場所を飾り立てた。
この門を金で建設した彼は、黄金時代をもたらした。
興味深いことに、この銘文についてはビザンツ時代の著述家は一切触れていない。とはいえ、金属の象嵌が失われた今でも、門のアーチの東西に上記の銘文の跡を見て取ることが出来る。テオドシウス2世説をとる場合、「暴君」とは西ローマ皇帝ヨハンネス (r. 423–425)を指すとする。それに対しテオドシウス1世説では、西ローマの皇帝マグヌス・マクシムス (r. 385–388)を破ったテオドシウス1世が388年から389年の間に建てた凱旋門が本来の黄金の門であり、後にこれがテオドシウスの城壁に取り込まれたにすぎないとする。

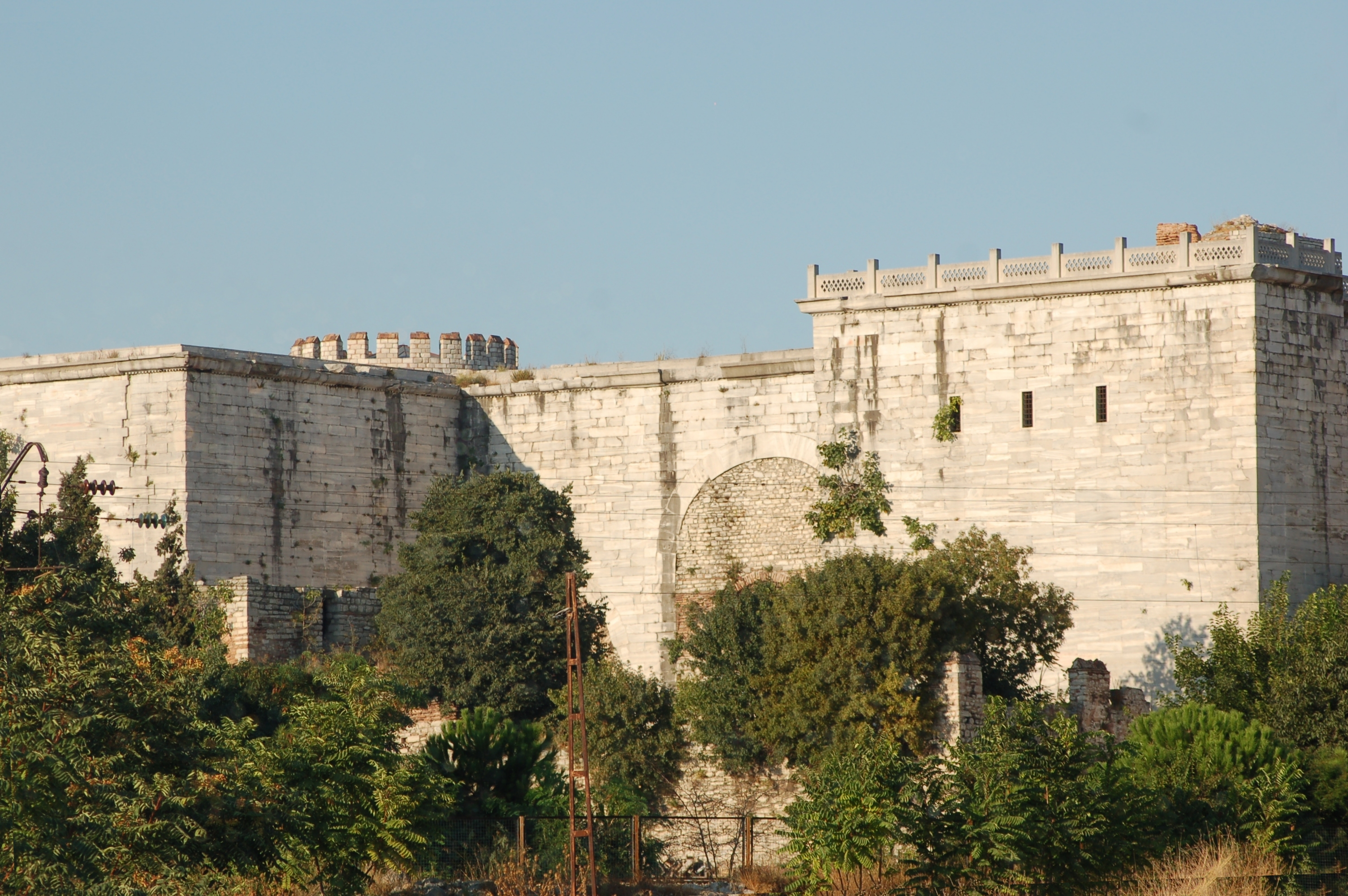
黄金の門

大きな白い大理石のブロックが隙間なく並られた「黄金の門」は3つのアーチで構成されており、中央のアーチが最も大きい。またこの門は、内壁の大きな第9塔、第10塔に挟まれた位置にある。3つのアーチの内で中央のもの以外は、人々の通行のため常に開放されていた。門を彩る様々な彫像の中でもひときわ高いところには、ゾウのクアドリガに乗ったテオドシウス1世の像があった。これはローマの凱旋門 (Porta Triumphalis)を意識したものだったが、740年の地震で崩落した。他にも巨大な十字架（561/2年に地震で崩落）、ウィクトーリア像（ミカエル3世の時代に撤去）、冠をかぶったフォルトゥーナ像などがあった。965年、ニケフォロス2世フォカスがイスラームとの戦争中にモプスエスティアの市門からブロンズ像を奪い、コンスタンティノープルの黄金の門に据えた。

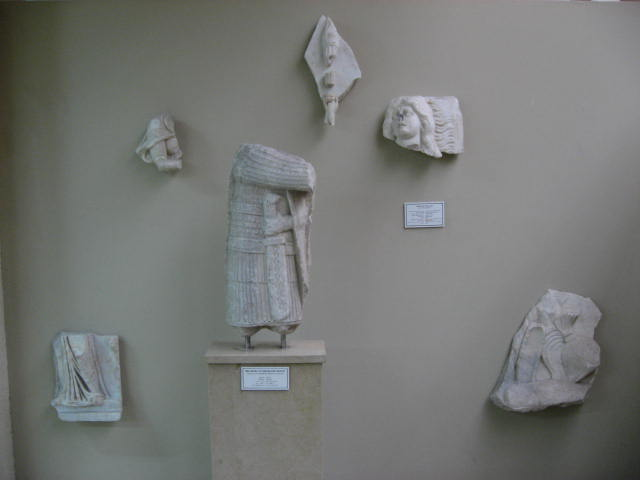
黄金の門の外門にあった彫像の一部。イスタンブール考古学博物館蔵

黄金の門の外側には一つのアーチからなる外門があり、後に他の場所で使われていた大理石を再利用して作ったレリーフ（スポリア）で飾られた。これらは9世紀か10世紀に凱旋門から持ってこられたものであると考えられている。16世紀前半のフランスの学者ペトルス・ギュリウスや17世紀のイギリス人旅行者らによると、こうしたレリーフは二段構造になっていて、ヘーラクレースの十二の功業などの神話をテーマにしていたというが、17世紀以降ほとんど失われてしまった。現在、ごく一部の残骸がイスタンブール考古学博物館に所蔵されている。また他の文献によると、外門の上には冠をもったウィクトーリア像が置かれていたという。
黄金の門は儀礼的・象徴的な役割を持つ門である一方で、防衛上も極めて強力な拠点であり、数々の包囲戦での攻撃を跳ね返し続けた。ヨハネス6世カンタクゼノス(r. 1347–1354)はこの門を、事実上難攻不落で3年は耐えられると評した。彼は黄金の門周辺の塔を修復し、忠実なカタルーニャ人を防衛にあたらせたが、1354年にヨハネス5世パレオロゴスに敗れ退位した。ヨハネス5世はしばらくヨハネス6世の策を無視して門の修復を怠っていたが、1389–90年になってようやくこの要塞の修復と拡張に着手した。2つの塔が増設され、海側の城壁に向けてあらたに350メートルほど城壁が延長された。これによりコンスタンティノープルの南西端に隔離された城塞が形成され、コンスタンティノープル防衛のための最後の拠点とされた。この砦の建設から間もなく、ヨハネス5世の孫ヨハネス7世パレオロゴスがクーデターを起こしたため、ヨハネス5世は砦に逃げ込んだ。そして実際にこの砦は、数か月にわたり持ちこたえた。彼は1391年にオスマン帝国のバヤズィト1世の助けを借りてヨハネス7世を破り、コンスタンティノープルを奪回した。しかし戦後バヤズィト1世は、南西の砦を破壊してしまった。ヨハネス5世は、人質となっていた息子マヌエルの目を潰すと脅されたため、オスマン軍の行動を黙認するしかなかった。後にヨハネス8世パレオロゴス (r. 1425–1448)が南西の砦を再建しようとしたが、オスマン帝国のムラト2世に止められた。
1453年、コンスタンティノープルはオスマン帝国のメフメト2世の包囲を受けた。この最後の包囲戦については数々の伝説が伝えられているが、その中に最後の皇帝コンスタンティノス11世パレオロゴスと黄金の門にまつわるものがある。オスマン軍がコンスタンティノープルに突入した際、天使がコンスタンティノス11世を救い、彼を大理石に変えて、黄金の門の近くの洞窟に隠した。そこでコンスタンティノス11世は、いつかコンスタンティノープルをキリスト教徒の手に取り戻すために復活する時を待っている、というものである。オスマン帝国が黄金の門を壁で覆いなおしたのも、この予言を恐れてのものであると伝えられている。

##### イェディクレ要塞

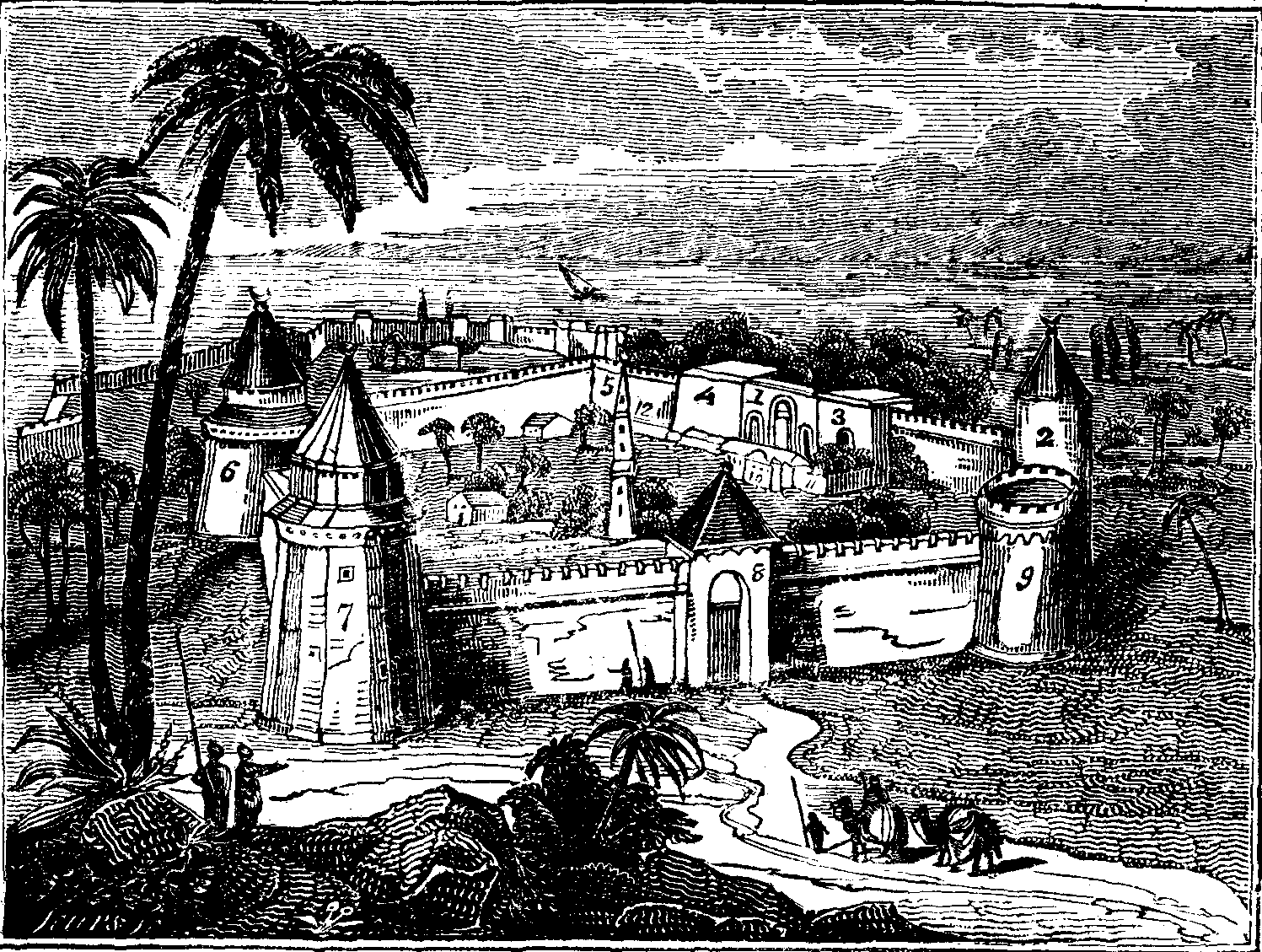
イェディクレ要塞 (1827年)

コンスタンティノープルを征服したメフメト2世は、1458年に新たな城塞を築いた。内壁に従来からあった第8塔から第11塔までの4つの塔に加えて3つのより大きな塔を建て、これらをもってイェディクレ要塞 (トルコ語: Yedikule Hisarı or Zindanları　「七塔の要塞」の意)を形成させた。もはやかつての黄金の門は「門」の役割を失い、以降は宝物庫、文書庫、牢獄として使われた。最終的に、ここは1895年に博物館となった。

##### クセロケルコス門

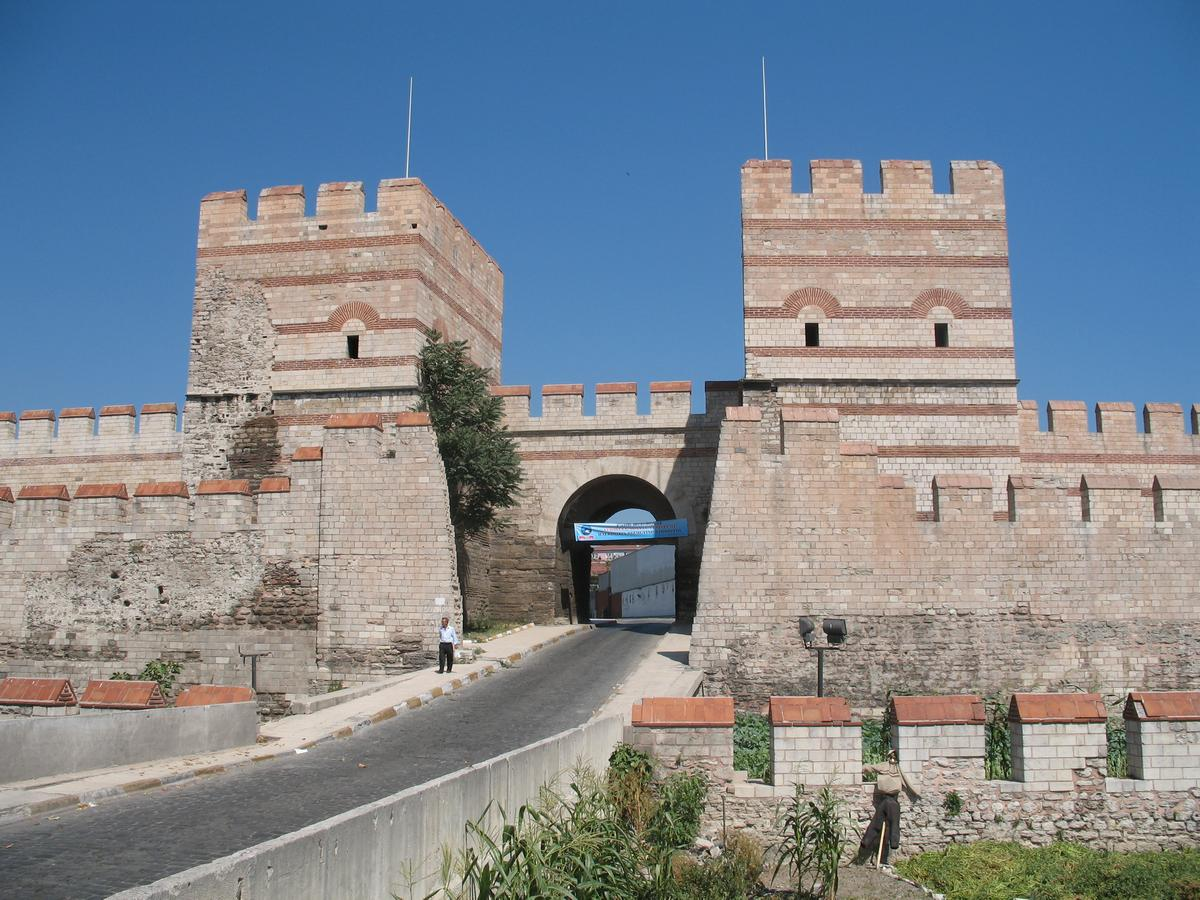
クセロケルコス（ベオグラード）門

クセロケルコス門 (Πύλη τοῦ Ξυλοκέρκου/Ξηροκέρκου)は、第22塔と第23塔の間にある門で、現在ではベオグラード門 (Belgrat Kapısı)と呼ばれている。ファン・ミリンゲンはこの門を「第二軍門」と呼んだが、実際の第二軍門ははるか北にある。かつて壁の外には木造のキルクス（円形闘技場、アンフィテアトルム）があり、これが門の名の由来となっている。門の大きさは、幅が約12メートル、高さ約20メートル、長さ約5メートルとなっている。
ニケタス・コニアテスによれば、1189年にイサキオス2世アンゲロスがこの門に壁を築いて塞いだ。これは、第三次十字軍を率いる神聖ローマ皇帝フリードリヒ1世の軍が「クセロケルコス門を通る」、すなわち市内に侵入してくるという予言があったためであるという。1346年に門は開放されたが、1453年の包囲戦の際に再び封鎖され、以後1886年までそのままだった。このため、クセロケルコス門は当初オスマン帝国内で「カパル・カプ」（Kapalı Kapı "閉ざされた門"の意）と呼ばれた。

##### 第二軍門
第二軍門 (Πύλη τοῦ Δευτέρου) は第30塔と第31塔の間にあった。かつての建築は一部が残存しており、その他の部分は近代になって再建されたものだが、この補完の正確性は保証されていない。

##### 泉の門

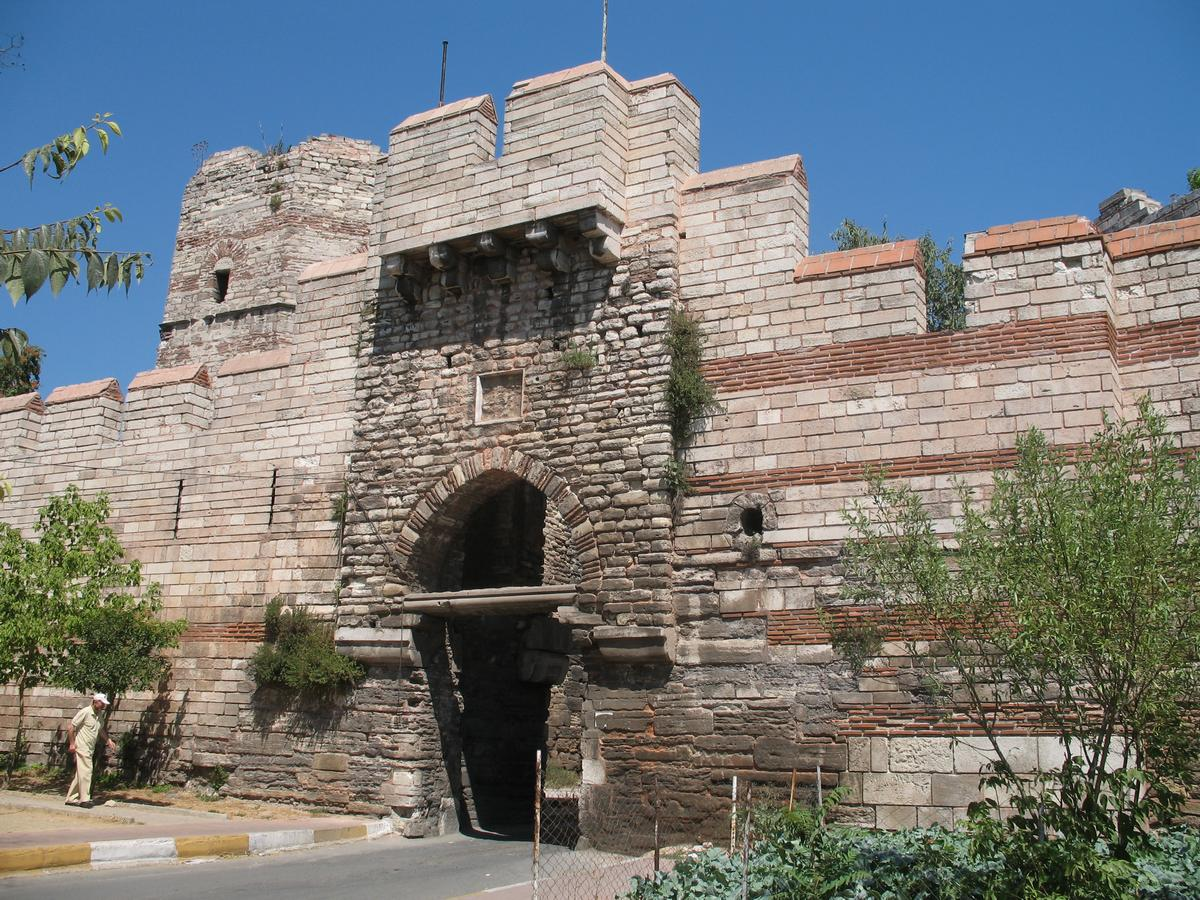
泉の門

泉の門 (Πύλη τῆς Πηγῆς) という名は、壁外にあった著名な泉の聖母マリア教会にちなんでいる。現在のトルコ語名シリヴリ・カプス (Silivri Kapısı)は門の先にあるイスタンブール郊外のスリヴリ市にちなんでいるが、この呼び名の起源となる「セリンブリアの門」（Πύλη τῆς Συλημβρίας）という呼称は、1453年のビザンツ帝国滅亡直前から文献に現れている。泉の門は七角形の第35塔と第36塔の間にあり、ビザンツ後期に大幅に改築された。門の南側の塔には、1439年すなわちヨハネス8世パレオロゴス時代の改修を記録する銘が刻まれている。門のアーチは、オスマン時代に取り換えられている。1998年、門の下の地下から4/5世紀のレリーフと墓が発見された。
ファン・ミリンゲンは泉の門をビザンツ初期のメランティアスの門 (Πόρτα Μελαντιάδος)に比定しているが、最近の研究では、メランティアスの門とはコンスタンティヌスの城壁の門であるという説が主流である（先述）。
1261年7月25日にニカイア帝国の将軍アレクシオス・ストラテゴポウロスがコンスタンティノープルを奪回した際には、泉の門から入城している。

##### 第三軍門
第三軍門 (Πύλη τοῦ Τρίτου)という名は、そのすぐ内側のトリトン(Triton  "第三")地区にちなんでいる。第39塔と第40塔の間で城壁が「C」の形に湾曲した「シグマ」とよばれる部分にあった、ペゲ門(Pege)のすぐ近くにあったと考えられている。トルコ語名はなく、ビザンツ中・後期に整備されたものとされている。この門に対応する外壁の城門は20世紀初頭まで残っていたが、現存しない。この門は、カラグロスの門(Πύλη τοῦ Καλάγρου)に比定されている。

##### レギオンの門
現在第50塔と第51塔の間にあるイェニ・メヴレヴィハネ・カプス(トルコ語: Yeni Mevlevihane Kapısı) と呼ばれている門は、一般に近世の文献に登場するレギオンの門（Πόρτα Ῥηγίου、現在のキュチュクチェクメジェにあたるレギオン地区に由来）もしくはロウシオスの門 (Πόρτα τοῦ Ῥουσίου、門の修繕に参加した戦車競技の応援団「赤党」(ロウシオイ ῥούσιοι)に由来)のどちらかに比定される。しかしビザンツ時代の文献では、この門はレシオスの門 (Πόρτα Ῥησίου) と呼ばれていた。10世紀に編纂されたスーダ辞典によれば、レシオスとは古代ギリシア都市ビュザンティオン時代の将軍の名であるという。またＡ・Ｍ・シュナイダーは、墓地に近いという関連性からミュリアンドリオンの門やポリュアンドロン（「多くの者たちの場」の意）の門に比定する説を提示している。いずれにせよイェニ・メヴレヴィハネ・カプスは、5世紀に建設されて以降大きく変わっていない門の中では最も保存状態の良いものである。

##### 第四軍門
第四軍門は第59塔と第60塔の間にあり、現在は壁で覆われている。近年、この門を聖ロマノスの門に比定する説が出てきているが、その根拠ははっきりしたものではない。

##### 聖ロマノスの門
聖ロマノスの門 (Πόρτα τοῦ Ἁγίου Ρωμάνου) は、第65塔と第66塔の間、聖ロマノス教会の近くに位置していることからその名がついている。トルコ語ではトプカプ (Topkapı, 大砲の門) の名で知られている。これは1453年の包囲戦の際に、この門の向かいにバシリカ砲（ウルバン砲）が設置されたことによる。門楼は26.5メートルあり、黄金の門に次ぐ大きさを誇る。一般には、コンスタンティノス11世が1453年5月29日に戦死したのもこの門付近であったとされている。

##### 第五軍門
第五軍門 (Πόρτα τοῦ Πέμπτου) はリュクス川のすぐ北方、第77塔と第78塔の間にあり、その名はリュクス川付近のペンプトン（Pempton "第五"の意）地区にちなんでいる。第五軍門は損傷が激しいうえ、ビザンツ後期かオスマン期に大幅に修復された跡がみられる。ビザンツ時代には聖キリアキ（教会）の門とも呼ばれ、トルコ語ではスルクレカプ(Sulukulekapı  "水の塔の門"の意)と呼ばれている。また1453年の最後の包囲戦で、5月29日にオスマン軍がこの門からなだれ込んで戦いの趨勢を決定づけたことから、ヒュジュム・カプス(Hücum Kapısı "攻撃の門"の意)とも呼ばれる。19世紀後半には、ヨリュリュ・カプ(Örülü kapı  "壁に覆われた門"の意)とも呼ばれるようになった。
ジョン・バグネル・ベリーやケネス・セットンら初期の学者は、この第五軍門こそが、コンスタンティノープル陥落の最終段階でオスマン軍に破られたとされる聖ロマノスの門であるとしている。その根拠として、この門がテオドシウスの城壁の中でも、「大砲の門」をも凌ぐ最も脆弱な地点であることが挙げられる。

##### カリシウスの門

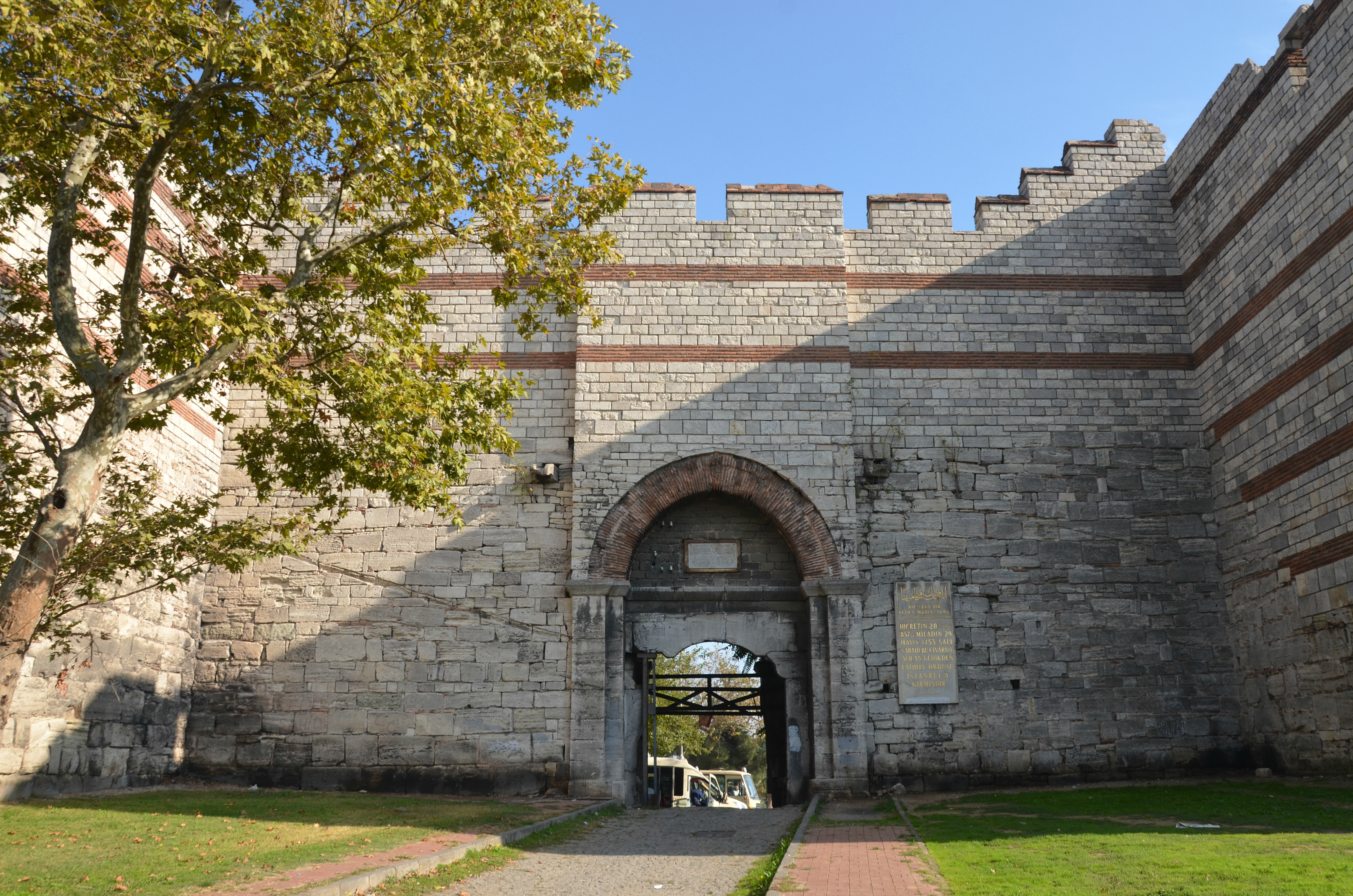
復元されたカリシウス門（もしくはハドリアノポリス門）。この門からメフメト2世がコンスタンティノープルに入城した。

カリシウスの門もしくはカルシウスの門 (Χαρ[ι]σίου πύλη/πόρτα) は、あるウィル・イルストリウス（輝かしい者、元老院の高官）が門の近くに建てた初期ビザンツ修道院の名にちなんでおり、黄金の門に次いで2番目に重要な城門であった。トルコ語ではエディルネカプ (Edirnekapı "エディルネの門")として知られるこの門は、1453年にコンスタンティノープルを征服したメフメト2世が入城した際の門でもある。旧市街最高地点である第六の丘の頂上（標高77メートル）に位置している。なお、門と城壁の外に共同墓地が存在することから、ポリュアンドリオンの門やミュリアンドリオンの門に比定する説もある。コンスタンティノス11世は、1453年の包囲戦の際にここで指揮を執っていた。

##### 小門
第11塔と第12塔の間のイェディクレ要塞には、イェディクレ・カプス(Yedikule Kapısı)と呼ばれる小門があることが知られている。また第30塔と第31塔の間にあった小門はビザンツ帝国時代にすでにふさがれ壁となっていた。「シグマ」のすぐ北方にあたる第42・43塔の間にも小門があった。イェディクレ・カプスが造られた時期については、ビザンツ帝国時代にすでにあったとする説と、オスマン帝国時代に加えられたものとする説がある。

##### ケルコポルタ
ビザンツ帝国の最期を目撃した歴史家ドゥーカスによると、1453年5月29日の朝、ケルコポルタ(Kerkoporta)という小門が誤って開け放たれていた。ここからまず50人ほどのオスマン兵がコンスタンティノープル市内に侵入した。まもなくオスマン兵が内壁の上に軍旗を立て、下のペリボロスにいるビザンツ部隊を攻撃し始めた。これにより防衛軍は大混乱に陥り、ついにコンスタンティノープルは陥落した。1864年、テオドシウスの城壁の北端に近い第96塔とポルフュロゲネトスの宮殿の間の部分の外壁に位置していた小門が発見され、ギリシャの歴史家A・G・パスパテスらによってケルコポルタに比定された。この説には、後のファン・ミリンゲンやスティーヴン・ランシマンといった歴史家たちも同意している。ただ、この時に発見された小門に対応する門が内壁に存在していた証拠が見つかっておらず（現在この付近の内壁は残っていない）、ケルコポルタはクセロケルコス門を指すとする説、またそもそもこの物語自体がドゥーカスの創作であるという説もある。

#### 城壁の評価とその後
古代末期以降のコンスタンティノープル防衛において、テオドシウスの城壁が中心的役割を果たしたことは疑いようがない。20世紀にイギリスで出版された『ケンブリッジ古代史』では、「おそらく歴史上、最も成功し、影響力を持った市壁であるだろう。それは、戦略的論理上はあまりにも不安定で危険な世界の端で、街と皇帝を千年以上にわたって生きながらえさせ、栄えさせたのである。」と評されている。
大砲の登場によって城壁はその価値を大きく損なわれたが、それでもテオドシウスの城壁は十分な防衛能力を保っていた。これは、1422年のオスマン帝国による第二次包囲が失敗に終わったことからも分かる。
1453年の最後の包囲戦でも、最終的にコンスタンティノープルは陥落したとはいえ、ビザンツ帝国の防衛軍は圧倒的多数の敵による強襲や地雷攻撃を押し返し続け、オスマン軍の砲撃にも2か月にわたり耐え切った。5月29日に城壁が陥落したのは、ジェノヴァ人将軍ジョヴァンニ・ジュスティニアーニが負傷して撤退し、守備兵がパニックに陥ったためであった。勝者としてコンスタンティノープルを得たメフメト2世は、生き残った市民を動員して短期間のうちに城壁を修復させた。その後のオスマン時代を通じて、コンスタンティノープルの城壁は改修を繰り返しながら維持され続けた。

### ブラケルナエの城壁
ブラケルナエの城壁は、ポルフュロゲネトスの宮殿（テクフル・サラユ）まで続いてきたテオドシウスの城壁の北端から、半島の北側の金角湾沿いにある海の城壁をつないでいる城壁で、様々な時代に建設された一重の城壁によってブラケルナエ地区を守っている。高さはおおよそ12メートルから15メートルの範囲で、テオドシウスの城壁より厚みがあり、塔と塔の間隔は狭かった。外側は急勾配にになっているだけで濠が無いが、例外的に金角湾に近い低地の部分ではヨハネス6世カンタクゼノスの時代に濠が掘られている。
この地域にあった当初の防衛設備や城壁の通り道については、学者によってさまざまな説が提示されている『ノティティア・ウルビス・コンスタンティノポリタナエ』によれば、ブラケルナエを含む第16区はコンスタンティノープルの他の市街から離れていて、全周を独自の城壁で囲まれていた。さらに、626年の包囲戦でペルシアやアヴァール人に焼き払われるまでは、パナギア・ブラケルニティッサや聖ニコラオス教会といった重要な聖所は第16区の城壁の外にあったという記録が残っている。第16区の城壁の痕跡をたどると、ポルフュロゲネトスの宮殿からアネマス牢獄と呼ばれるところまでまっすぐ伸びている。またそこから推測としては聖デメトリオス・カナボス教会へ延び、またポルフュロゲネトスの宮殿に戻ってくるというように、本来のコンスタンティノープルの城壁の第七の丘あたりから分岐した三角形の領域を囲っていたと考えられていることが分かる。この城壁は明らかにテオドシウスの城壁より古く、おそらく4世紀ごろまでさかのぼると考えられている。ブラケルナエの三角形の城壁は後にテオドシウスの城壁に取り込まれ、三角形の西側は都市防衛の最前線の城壁という役割を担い続けたが、内壁となった東側は手入れされず、荒れるに任された 。
現在、テオドシウスの城壁の第1塔とポルフュロゲネトスの宮殿は、マヌエル・コムネノスの城壁と呼ばれる短い城壁で接続されている。ここにある小門は、おそらくヨハネス6世カンタクゼノスがポルフュロゲネトスの小門 (πυλὶς τοῦ Πορφυρογεννήτου)と呼んだものである。歴史家のニケタス・コニアテスによれば、11世紀後半から皇帝の在所としてよく使われるようになったブラケルナエ宮殿を守るため、マヌエル1世コムネノス (在位: 1143年–1180年)が建設したのがマヌエル・コムネノスの城壁であるという。この約5メートルの高さの城壁は、外壁がいくつものアーチで支えられ、通常よりも大きな石レンガを用い、テオドシウスの城壁よりも分厚く、防衛設備として非常に優れていた。9つある塔のうち8つは円形もしくは八角形だが、最後の1つは四角形になっている。城壁の全長は220メートルで、テオドシウスの城壁からほぼ真右に始まり、第3塔まで西進した後、急に北へ曲がっている。この城壁の築城技術は素晴らしいもので、1453年の最後の包囲戦の際にオスマン軍は激しい強襲と砲撃（ウルバンが制作したバシリカ砲によるものを含む）をかけ、坑道を掘り爆破しようともしたが、まったく歯が立たなかった。マヌエル・コムネノスの城壁には堀が無かったが、周辺の険しい地形が代わりとなり新たに掘削する必要が無かったためである。この城壁には第2塔と第3塔の間に1つの小門、第6塔と第7塔の間にエーリ・カプ(Eğri Kapı 「ゆがんだ門」の意)と呼ばれる大門があった。このトルコ語名は、門に至る道が一つの墓を迂回して急に曲がっていたことに由来する。おそらくこの墓は、アラブ人がはじめてコンスタンティノープルを攻めた674年の包囲戦の時に戦死した、ムハンマドの教友の一人ハズレット・ハーフィズのものであるとされている。一般的に、この門はビザンツ時代のカリガリア門 (πόρτα ἐν τοῖς Καλιγαρίοις, porta en tois Kaligariois 「靴屋地区の門」の意)に比定されているが、定かではない。
マヌエル・コムネノスの城壁の最後の塔からアネマス牢獄までは、また別の城壁が伸びている。全長約150メートル、4つの四角形の塔を持つこの城壁はコムネノスの城壁よりも新しいとみられているが、壁が薄く使われている石やレンガも小さいなど、質の面では明らかに劣っている。1188年、1317年、1441年に修理されたとする碑文がそれぞれ残されている。第2塔の後にある壁でふさがれた小門は、ギュロリムネ門 (πύλη τῆς Γυρολίμνης, pylē tēs Gyrolimnēs)に比定されている。この名は金角湾の先にあるアルギュラ・リムネーすなわち「銀の池」にちなんでいる。3つの皇帝の胸像が置かれていることから、ブラケルナエ宮殿の門として機能していたものと考えられている。一方シュナイダーはこの門はエーリ・カプ(Eğri Kapı)に比定されるべきものだとしている。
アネマスの牢獄までくると、城壁はふたたび内外二重になる。外壁は813年にこれを建設したレオーン5世 (r. 813年–820年)の名にちなんでレオーンの城壁と呼ばれている。これは、ブルガリア皇帝クルムの攻撃を防ぐために築かれたものだった。その後、次代のミカエル2世 (r. 820年–829年)によって南方へ延長された。レオーンの城壁は比較的簡素で、厚さは3メートルに満たず、背後のアーチで補強されていた。4つの塔と、無数の狭間が備えられていた。レオーンの城壁の背後にある内壁は、 テオフィロス (r. 829年–842年)によって建設・補強され、3つの六角塔があった。内外の壁は26メートル離れていて、それぞれをブラケルナエの門 (πόρτα τῶν Βλαχερνῶν, porta tōn Blachernōn)が貫いていた。2つの城壁に挟まれ要塞を形成していた地帯はビザンツ時代にはブラケルナエのブラキオニオン(Brachionion)とかブラケルナエのブラキオリオン(Brachiolion 「ブレスレット」の意) (βραχιόνιον/βραχιόλιον τῶν Βλαχερνῶν)と呼ばれ、オスマン帝国の征服後はギリシア語でペンタピュルギオン (Πενταπύργιον, Pentapyrgion, 「五つの塔」の意)と呼ばれた。これはイェディクレ（七塔）要塞に対する当てつけである。内壁は伝統的に、ミリンゲンやジャニンが言うように、ヘラクレイオス (在位: 610年-641年)がアヴァール・ペルシア軍による包囲戦後にブラケルニティッサ教会を守るため建設したというヘラクレイオスの城壁に比定されている。しかしシュナイダーはこれをテオドシウス2世がブラケルナエの北側を守るためにアネマス牢獄から金角湾まで建設したという「プテロン」 (Πτερόν, 「翼」)であるとしている。これが正しければ、この城壁はプロテイキスマ(proteichisma, 「アウトワークの意)という位置づけになる。代わりにシュナイダーは、ヘラクレイオスの城壁はこの城壁から東の海に向けて直接伸びていた、現存しない短い城壁のことであるとした。「プテロン」の位置付けについては、現代の学者たちの間でも議論が続いていて、未解決の問題となっている。
後に、陸の城壁と海の城壁の接続点から海へ直接伸びる短い城壁が追加された。これはおそらくテオフィロスの時代であると考えられていて、木の門 (Ξυλίνη πύλη, Xylinē pylēもしくはΞυλόπορτα, Xyloporta)と呼ばれる門があった。この城壁と門は共に1868年に解体された。

### 現代の保存と再建事業
陸の城壁は、現在のイスタンブールの中心部の住宅地を横切るように存在しており、近代以降に西へ延びる道路が建設されたことでいくつにも寸断されている。1980年代、UNESCOの資金援助を受けて多くの部分が復元されたが、表面的な再現を重視し、不適当な材料を用いて工事の質も低く、さらにその過程で歴史的な痕跡を破壊したため、批判を受けた。その杜撰さは、1999年の地震で再建部分だけが崩壊し、もとの城壁の残存部は損なわれなかったことで露呈してしまった。都市の汚染や当局の理解不足な再建事業などに脅かされたコンスタンティノープルの城壁は、2008年にワールド・モニュメント財団により発表された100の「世界でもっとも危機的状況にある遺跡」にリストアップされた。

## 海の城壁

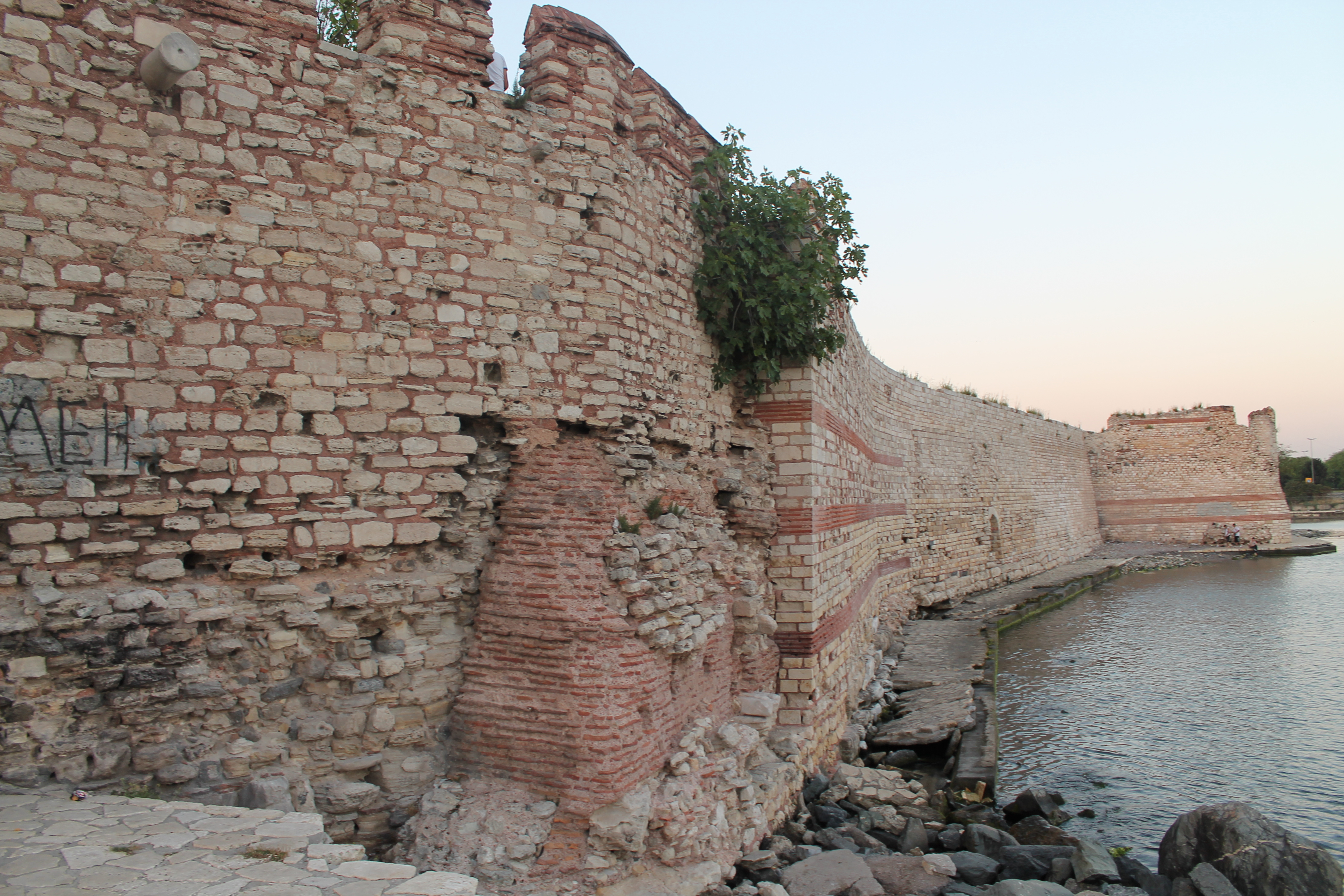
イェニカプ付近に唯一現存する海の城壁の遺構

「海の城壁」 (ギリシア語: τείχη παράλια, teichē paralia) は、コンスタンティノープルの南側のマルマラ海 (プロポンティス)と北側の金角湾 (χρυσοῦν κέρας)に面して建てられた城壁である。ビザンツ時代から海の城壁が存在したことは確実であり、痕跡も残っているものの、最初に建設された正確な年代については議論が続いている。伝統的に、海の城壁はコンスタンティヌス1世が陸の城壁（コンスタンティヌスの城壁）と同時に造らせたものとされている。一方で、初めて海の城壁の建設に関する言及がなされるのは439年のことである。この年、首都長官であったパノポリスのキュルス（彼をコンスタンティヌス1世の時代の近衛長官と混同している文献もある）が、市壁を修復して海の城壁を完成させるよう命じられた。このことは、同年にヴァンダル人によってカルタゴが陥落し、東ローマ帝国による地中海制海権が脅かされ始めたことと無関係ではない。以上の2段階で海の城壁が建造されたとするのが定説である。一方で現代の歴史家キュリル・マンゴは、同時代史料で海の城壁が明確に言及されるようになるのははるか後の700年頃であるとして、この定説に異議を唱えている。

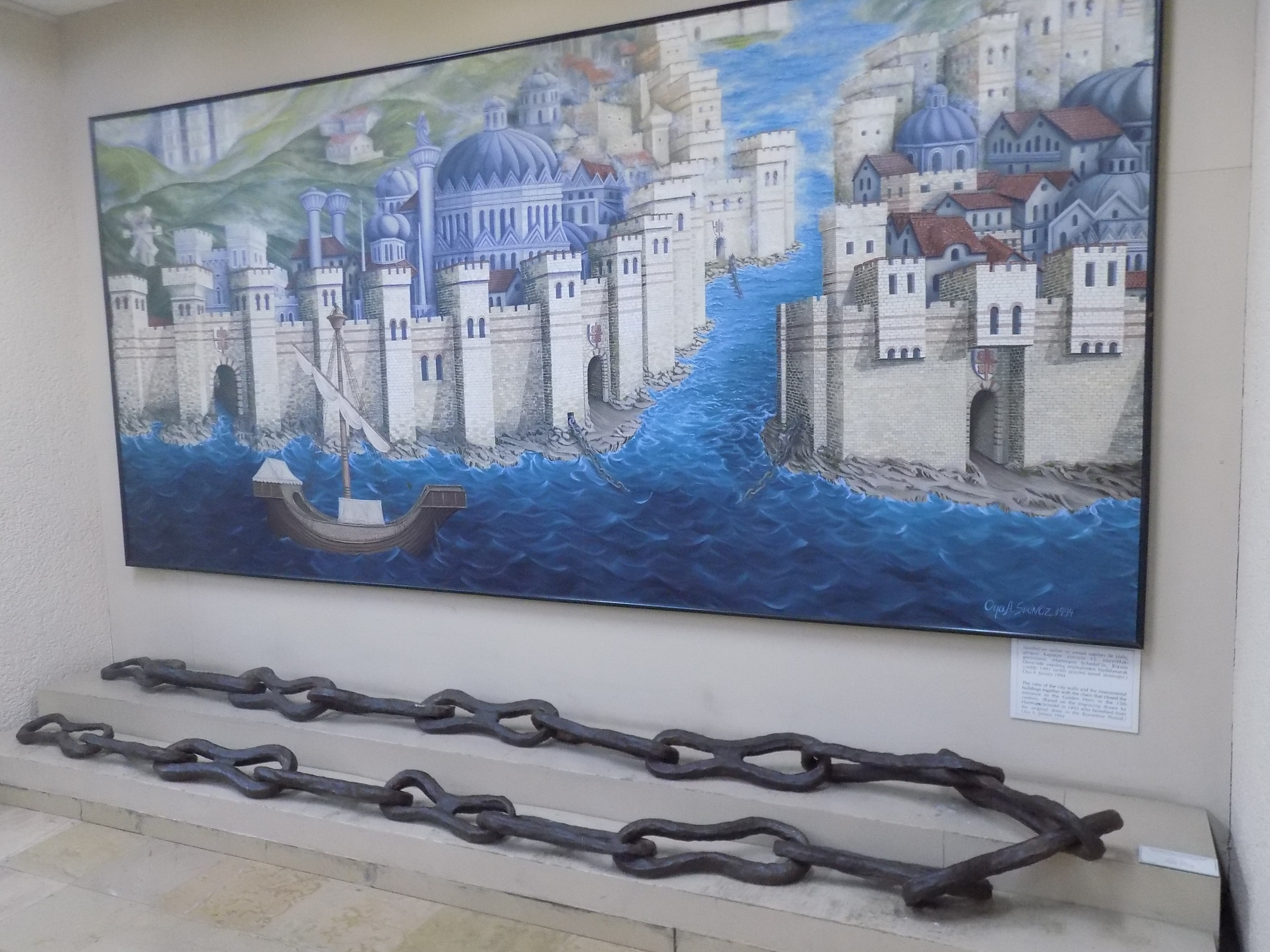
1453年の包囲戦の際に金角湾を封鎖していた防鎖。現在はイスタンブール考古学博物館に所蔵展示されている。

構造の面では、海の城壁はテオドシウスの城壁に似ているが、いくらか簡素である。壁は一重で陸の城壁よりかなり低い。これに加えて金角湾から侵入しようとする敵を防ぐため、レオーン3世  (在位: 717年–741年)は湾口に太い防鎖をわたして封鎖する設備を整えた。その両端は、現在のシルケジ地区にあったエウゲニウスの塔と、ガラタ地区にあった正方形の塔カステッリオンに固定された。後者は現在イェラルトゥ(地下)モスクになっている。またマルマラ海側は非常に潮流が激しく、船が近づけないことも防衛に資した。そのため、ジョフロワ・ド・ヴィルアルドゥアンによれば、第4回十字軍もマルマラ海側からコンスタンティノープルを攻めることはなかった。
東ローマ帝国初期には、コンスタンティノープルが海側からの脅威にさらされることはまれであった。ユスティニアヌス1世は地中海一円の支配を取り戻し、「ローマの池」としたときが帝国の海洋での勢力の絶頂期であった。アヴァール人とサーサーン朝が組んで初めてコンスタンティノープルを攻めたときには、市から離れたところで海戦が行われた。しかしアラブ人がシリアやエジプトを征服したことで、東ローマ帝国の海洋覇権は崩れ、海から脅かされる恐れが生まれた。その結果8世紀前半に、ティベリウス3世  (在位: 698年–705年)やアナスタシオス2世 (在位: 713年–715年)、ミカエル2世 (在位: 820年–829年)のもとで、 海の城壁の大規模な改修が行われた。この事業はテオフィロス (在位: 829年–842年)に完成をみて、城壁は高さを増した。こうした首都防衛の徹底ぶりは、イスラーム勢力がクレタ島を征服したときに防衛に予算を割こうとしなかったのとは対照的である。コンスタンティノス・マナセスは、「国家の金貨はまるで無価値な小石であるかのように惜しげもなく費やされた。」と記している。テオフィロスがいかに海の城壁整備事業へ注力したのかは、彼の名を刻んだ碑文が他の皇帝と比べてはるかに多く海の城壁跡から見つかっていることからもわかる。それ以降改修や修復を経つつも、海の城壁は東ローマ帝国滅亡までコンスタンティノープル防衛に重要な役割を果たし続けた。

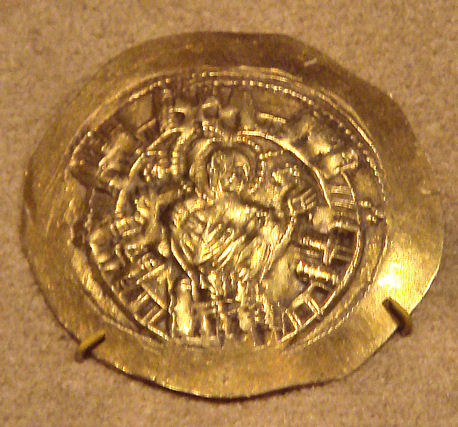
コンスタンティノープルの城壁から出土した、聖母マリア像を刻んだ金貨。1261年にミカエル8世パレオロゴスがラテン帝国からコンスタンティノープルを奪還したことを記念したものである。

1203年と1204年に第4回十字軍によってコンスタンティノープルが陥落したとき、海の壁はやすやすとヴェネツィア軍に陥とされてしまい、ここがコンスタンティノープル防衛の弱点であることが露呈した。後にコンスタンティノープルを奪回して東ローマ帝国を再建したミカエル8世パレオロゴス (在位: 1259年–1282年)は、ラテン諸国の逆襲に備えて海の城壁の強化とかさ上げを急いだ。さらにミカエル8世はニンファエウム条約でジェノヴァ共和国に金角湾の対岸のガラタを与えてしまっていたため、北からの潜在的脅威にも対処しなければならなかった。結果として海の城壁は2メートルほど高くなり、木製の覆いがかけられた。またミカエル8世は、後にシャルル・ダンジューにコンスタンティノープルを脅かされた際に、従来の海の城壁の内側にもう1層の城壁を築いたというが、この内壁の痕跡は今日に残っていない。
海の城壁はアンドロニコス2世パレオロゴス (在位: 1282年–1328年)によって修復されたが、1332年2月12日にコンスタンティノープルを襲った大嵐のため城壁に裂け目が生じたため、アンドロニコス3世パレオロゴス (在位: 1328年–1341年)のもとでもう一度修復された。1351年、ヨハネス6世カンタクゼノスはジェノヴァ共和国と戦争するにあたり、金角湾沿いの海の城壁を修復し、その前に水堀まで開削した。1434年にも対ジェノヴァ戦に備えて修復が行われた。最後のオスマン帝国による包囲戦の前にも、コンスタンティノス11世はセルビア専制公ジュラジ・ブランコヴィチの資金援助を受けて城壁を修復した。

### 金角湾の城壁
金角湾に面した城壁は、港など海上輸送の設備をはさみながら、聖デメトリオス岬から5.6キロメートルにわたり西へ続き、ブラケルナエで陸の城壁に接続していた。そのほとんどは1870年代に鉄道建設のため解体されたが、城壁の存在した道筋や門、塔の所在地は正確にわかっている。城壁は海岸線からかなり内陸の線を通り、高さは10メートルほどあった。クリストフォロ・ブオンデルモンティによれば、海の城壁には14対の門と110本の塔があったという。ただ、ビザンツ時代のものと分かっている門は11対である。歴史を通じて、コンスタンティノープル北岸に面した地域は最も国際色豊かな部分であった。ここは商業の中心であっただけでなく、皇帝に帝都在住を認められた外国人の居留地も存在していた。その中にはミタートと呼ばれるムスリム商人地区もあり、モスクまで建てられていた。アレクシオス1世コムネノス (在位: 1081年–1118年)以降はイタリアのさまざまな商業都市国家にも広大な商業地区が与えられた。これらの地区は、海の城壁を越えて海まで達する自前の埠頭(skalai)も持っていた。

#### 金角湾の城門
以下では、金角湾の城壁に存在した門を、ブラケルナエから順に西から東へたどっていく。
最初の、陸の城壁のすぐ近くにあったのがコイリオーメーネー門 (Κοιλιωμένη (Κυλιoμένη) Πόρτα, Koiliōmēnē (Kyliomēnē)  Porta, 「丸まった門」の意。トルコ語ではキュチュク・アイヴァンサライ・カプス Küçük Ayvansaray Kapısı)である。またすぐに聖アナスタシアの門 (Πύλη τῆς ἁγίας Ἀναστασίας, Pylē tēs hagias Anastasias)がある。後にアティク・ムスタファ・パシャ・モスクが近くに建てられたことから、トルコ語ではアティク・ムスタファ・パシャ・カプス(Atik Mustafa Paşa Kapısı)という。 すぐ外側には、聖ニコラオス・カナボス教会が存在する。ここは1597年から1601年までの短期間、コンスタンディヌーポリ総主教庁が置かれていた。

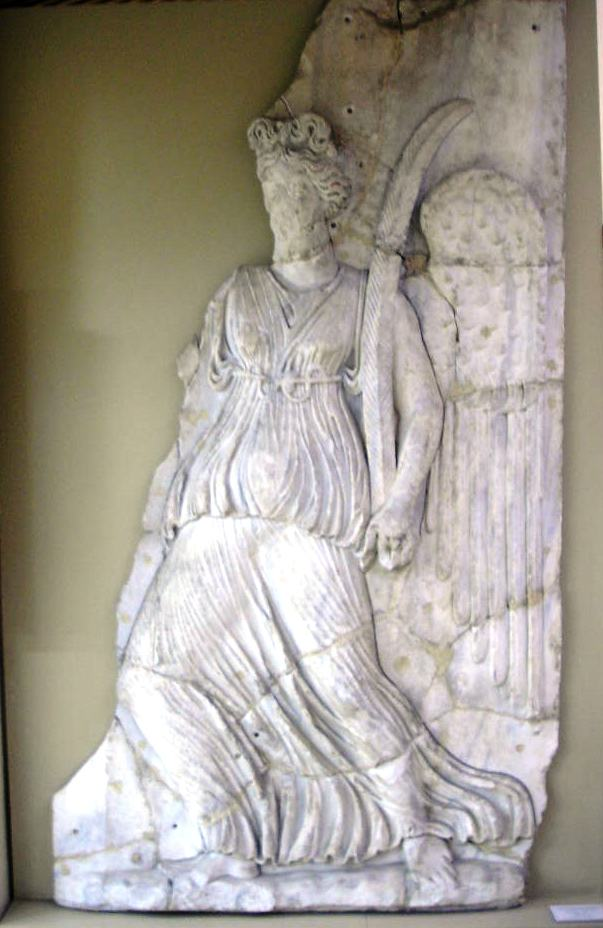
ニーケーの大理石像。バラト・カプで発見された。

海岸を下っていくと、トルコ語でバラト・カプ ('Balat Kapı 「宮殿の門」の意)と呼ばれる門がある。その前には3つの大きなアーチ道があり、バラト・カプは海岸からここを通ってブラケルナエ宮殿に入るための門となっている。もともとこの場所には、ビザンツ時代には2つの門があった。すなわちキュネゴスの門 (Πύλη τοῦ Κυνηγοῦ/τῶν Κυνηγῶν, Pylē tou Kynēgou/tōn Kynēgōn 「狩人たちの門」の意、後背のキュネゴン地区に由来)と、前駆授洗（ヨハネス、イオアン）の門 (Πόρτα τοῦ ἁγίου Προδρόμου και Βαπτιστοῦ, Porta tou hagiou Prodromou kai Baptistou)である。ただし、2つが同じ門であった可能性も否定できない。いずれにせよバラト・カプはそれらの門の内の一つであり、また同時に金角湾の城壁にある3つの帝門 (Πύλη Βασιλικὴ, Pylē Basilikē)の一つであった。
さらに南へ行くと、ファナリオンの門 (Πύλη τοῦ Φαναρίου, Pylē tou Phanariou, トルコ語: Fener Kapısı)がある。この名は現地の灯台 (ギリシア語: phanarion)に由来し、この地区の名前（フェネル）にもなっている。またこの門は、ペトリオーン要塞 (κάστρον τῶν Πετρίων, kastron tōn Petriōn)の西門も兼ねていた。ファナリオンの門からペトリオーンの門（Πύλη τοῦ Πετρίου, Pylē tou Petriou, トルコ語: Petri Kapısı）までは城壁が二重構造になっていた。ビザンツ帝国時代の定説によれば、この名はユスティニアヌス1世 (在位: 527年–565年)の重臣ペトロス・パトリキオスに由来しているという。ファナリオンの門に近い要塞西端の内壁には、市内に通じるディプロファナリオンという小門が存在した。1204年の包囲戦では、エンリコ・ダンドロ率いるヴェネツィア軍がペトリオーンの門を陥れ、コンスタンティノープル制圧に成功した。しかし1453年に同じ場所を攻撃したオスマン軍は撃退された。
次にあるイェニ・アヤカプ(Yeni Ayakapı 「聖人の新門」の意)はオスマン帝国時代に建てられたものである。ただし、もともとビザンツ時代にあった門が建て替えられてできた可能性もある。1582年、オスマン帝国の大建築家であるミマール・スィナンによって建設された。そのすぐ近くにアヤカプ(Ayakapı 「聖人の門」)がある。ギリシア語では聖テオドシアの門 (Πύλη τῆς Ἁγίας Θεοδοσίας) と呼ばれている。この名は、近くに立っていた聖テオドシア教会（以前はギュル・モスクに比定されていた）に由来する。
次の門はギリシア語でピュレー・エイス・ペーガス (Πύλη εἰς Πηγάς, Pylē eis Pēgas) と呼ばれ、ラテン語年代記者はポルタ・プテアエ（Porta Puteae）もしくはポルタ・デル・ポッツォ（Porta del Pozzo）と呼んだ。現在のジバリ・カプス（Cibali Kapısı）である。この名は、金角湾の対岸のペガエ地区 (Πηγαὶ, Pēgai, 「春」の意)に由来する。
次にはプラテアの門 (Πόρτα τῆς Πλατέας, Porta tēs Plateas)が存在したが、現在では取り壊されている。イタリア人年代記者たちはポルタ・デッラ・ピアッツァ（Porta della Piazza）と呼び、トルコ語ではウンカパヌ・カプス(Unkapanı Kapısı 「小麦粉倉庫の門」の意)と呼ばれた。もとのギリシア語名は、現地のプラテ（イ）ア地区(Plate[i]a 「広い場所」の意。この地の海岸線の広さを示している)に由来する。
その次にあるアヤズマ・カプス（Ayazma Kapısı 「聖なる泉の門」の意）は、おそらくすべてオスマン時代に建設された門である。
次の門はドロウンガリオスの門 (Πύλη τῶν Δρουγγαρίων, Pylē tōn Droungariōn)である。現在ではオドゥンカプス（Odunkapısı 「木の門」の意）と呼ばれている。ギリシア語名は、ビザンツ帝国の軍人の要職ドロウンガリオス・テース・ヴィグラスに由来する。ここはヴェネツィア人地区の西端であった。次には先駆者の門があった。これはラテン人の間では、近くにあった教会の名をとって聖ヨハネス・デ・コルニブスの門と呼ばれた。トルコ語ではジンダン・カプス(Zindan Kapısı 「地下牢の門」の意)として知られる。
その次には破壊されたペラマの門 (Πόρτα τοῦ Περάματος, Porta tou Peramatos)がある。このペラマ（渡し）地区からは、対岸のペラ、ガラタへの船が出ていた。またここがヴェネツィア人地区の東端で、代わりにアマルフィ人地区が始まっていた。ブオンデルモンティの地図では、魚市場が開かれていたことからこの門にポルタ・ピスカリア（Porta Piscaria）という名を記していた。これは現代のトルコ語名バルクパザル・カプス(Balıkpazarı Kapısı 「魚市場の門」の意の由来となっている。またユダヤ人の門 (Ἑβραϊκὴ Πόρτα, Hebraïkē Porta)と呼ばれた門もここに比定されている。ラテン語でも同じ意味のポルタ・ヘブライカ(Porta Hebraica)という名による言及がみられるが、この名は他の門について使われたこともあった。
おそらくこの門からすぐの場所に、聖マルコの門が存在した。これは1229年のヴェネツィアの記録にのみ登場する門であり、それ以上のことは不明である。ヴェネツィアの守護聖人の名を冠しているのも怪しい点であり、もともと存在したのか1204年の十字軍によるコンスタンティノープル征服以後に開けられたのかすら分かっていない。
ペラマの門から東に行くと、ヒカナティッサの門 (Πόρτα τῆς Ἱκανατίσσης, Porta tēs Hikanatissēs)がある。これはおそらく、皇帝直属軍タグマの中のヒカナトス軍団に由来する。ここがアマルフィ人地区の東端であり、ピサ人地区の西端でもある。
さらに東へ行くと、ネオーリオンの門 (Πόρτα τοῦ Νεωρίου, Porta tou Neōriou)がある。後期ビザンツ時代やオスマン時代にはホライア門 (Πύλη Ὡραία, Pylē Horaia, 「美しい門」の意)と呼ばれた。ここには古代ビュザンティオン時代の主要港にして海軍基地だったネオーリオン港があった。オスマン時代初期にはチュフトカプ(Çıfıtkapı 「ヘブライ門」の意),と呼ばれたが、現代ではバフチェカプ(Bahçekapı 「庭門」の意)と呼ばれている。ピサ人地区の東端は、この門のすこし東側にあった。
12世紀には、ここから東がジェノヴァ人地区となっていた。ビザンツ帝国が彼らにその権利を与えた際の特許状には、さらに2つの門の名が記されている。ポルタ・ボヌ(Porta Bonu 「ボヌス(Bonus)の門」の意、おそらくギリシア語のΠόρτα Bώνουの訳)と、ポルタ・ヴェテリス・レクトリス (Porta Veteris Rectoris 「老院長の門」の意)である。この2つは、ボヌス修道院長と呼ばれたような誰かしらの人物から名をとった同一の門であった可能性も高い。所在地は、現在のシルケジ地区の中であった。
金角湾の城壁で最後の門が、エウゲニオスの門 (Πόρτα τοῦ Ἐυγενίου, Porta tou Eugeniou) である。その先は、プロスフォリオン海岸(Prosphorion)と呼ばれた。エウゲニオスの門は、4世紀に建設され金角湾の防鎖の南端を繋いでいたエウゲニオスの塔もしくはケンテナリオスの塔と関係があるとされている。またエウゲニオスの門は大理石で覆われていることから、マルマロポルタ (Μαρμαροπόρτα 「大理石門」の意)という別名もある。またこの門には、ローマ皇帝ユリアヌスの像も置かれていた。オスマン時代のヤルキュシュキュ・カプス (Yalıköşkü Kapısı)と同じものとされているが、1871年に解体された。

### プロポンティスの城壁

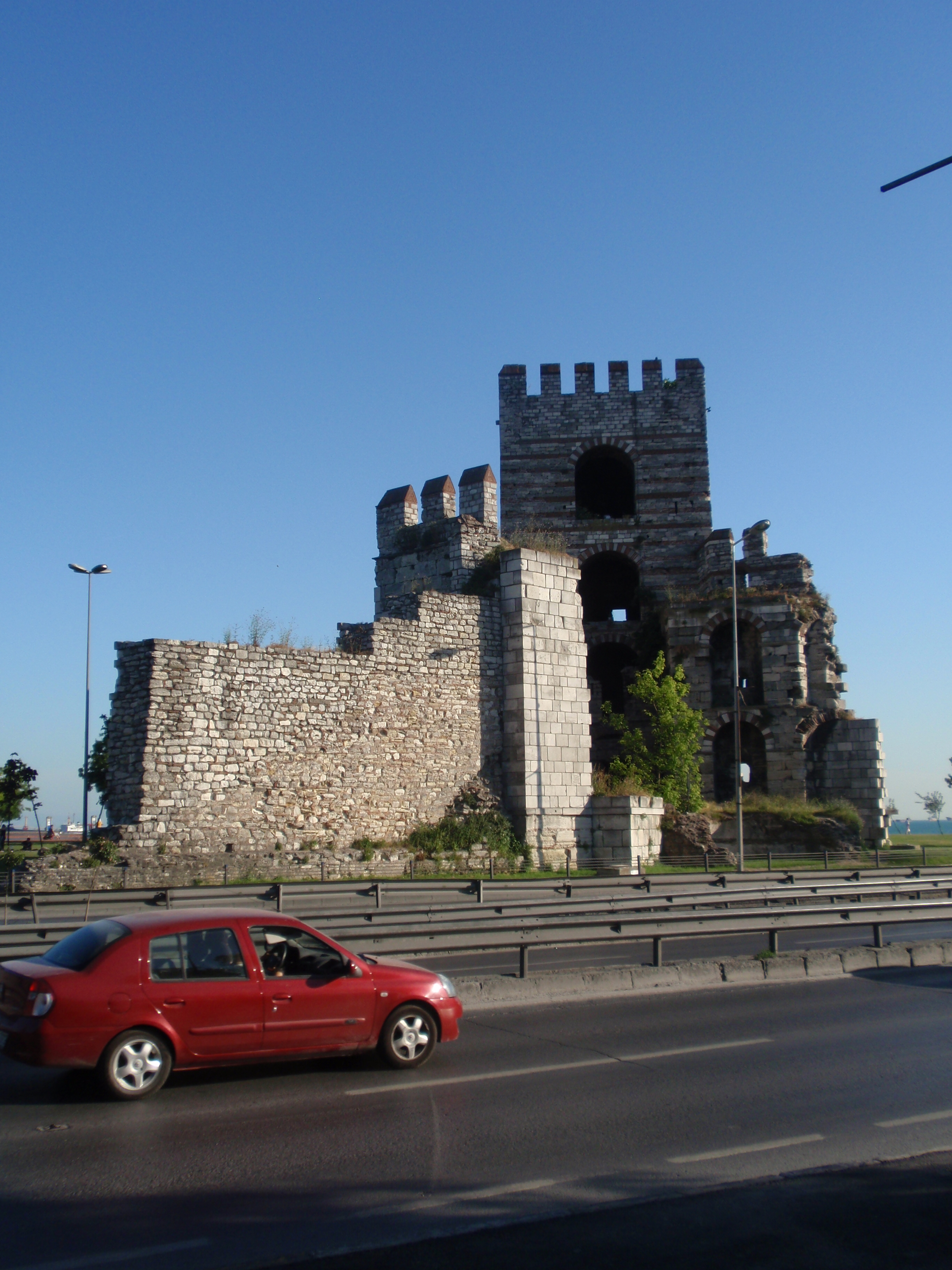
プロポンティスの海岸城壁とテオドシウスの城壁を接続する「大理石の塔」

プロポンティスの城壁は海岸線に従って港や埠頭以外を守っていた海の城壁で、高さは12メートルから15メートル、13の門と188の塔を有していた。全長は8460メートルほどで、さらにヴランガ港の内壁として1080メートル続いていた。1956年から1957年に沿岸でケネディ通りが建設された際、城壁の一部が破壊された。プロポンティスとはコンスタンティノープルの半島の東・南側の海岸線を指す。この海域は非常に海流が強いため、プロポンティスの城壁は敵の攻撃にさらされる危険はあまりない代わりに、海そのものから構築物を守る必要があった。城壁の基礎の前には防波堤が築かれ、また基礎を強靭化するために大理石製の杭が使われていた。古代のアクロポリスがあった半島の東端から南の海岸沿いに「大理石の塔」まで伸びるプロポンティスの城壁は、次のような設備で構成されていた。

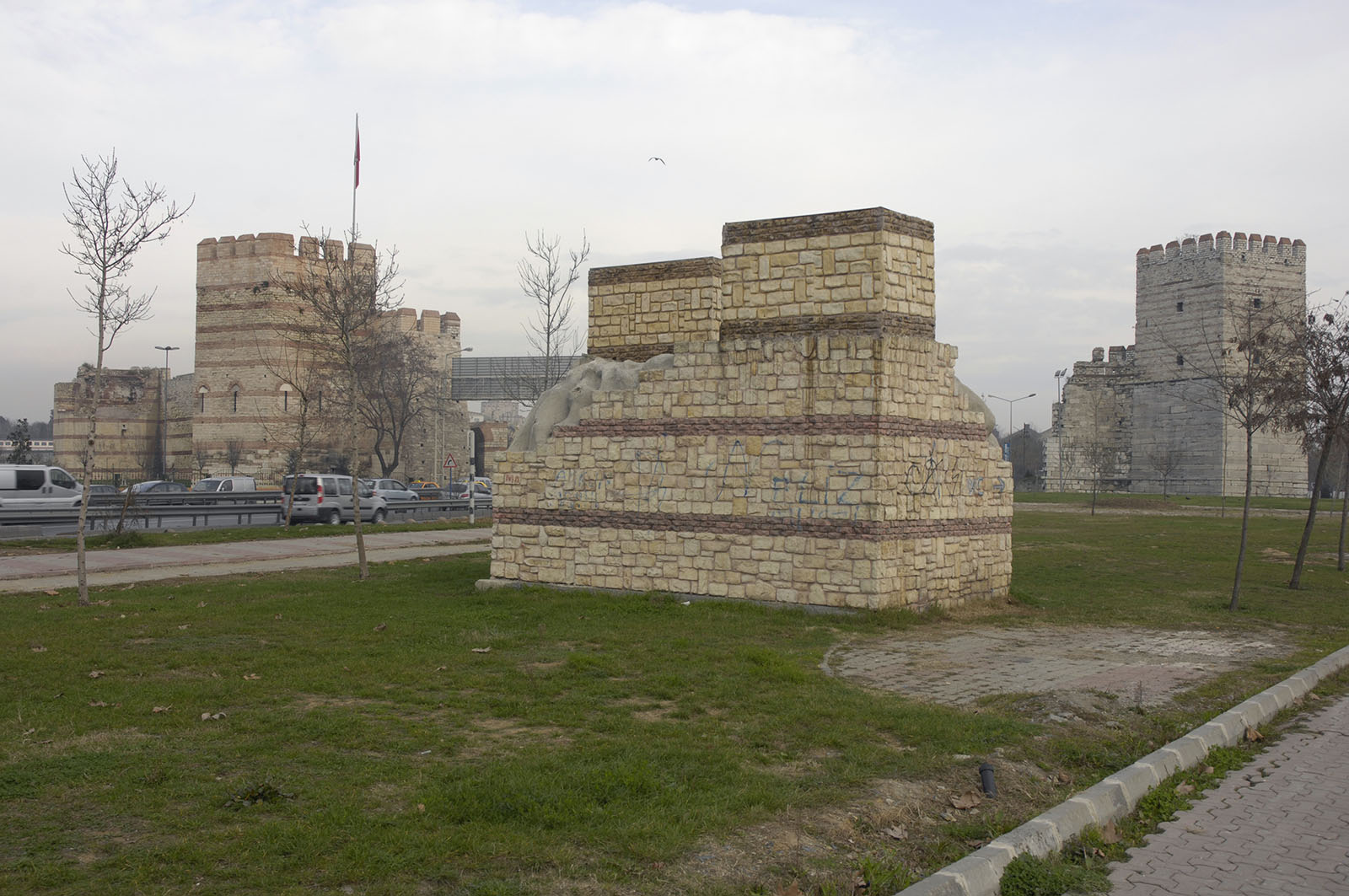
大理石の塔（右側から）
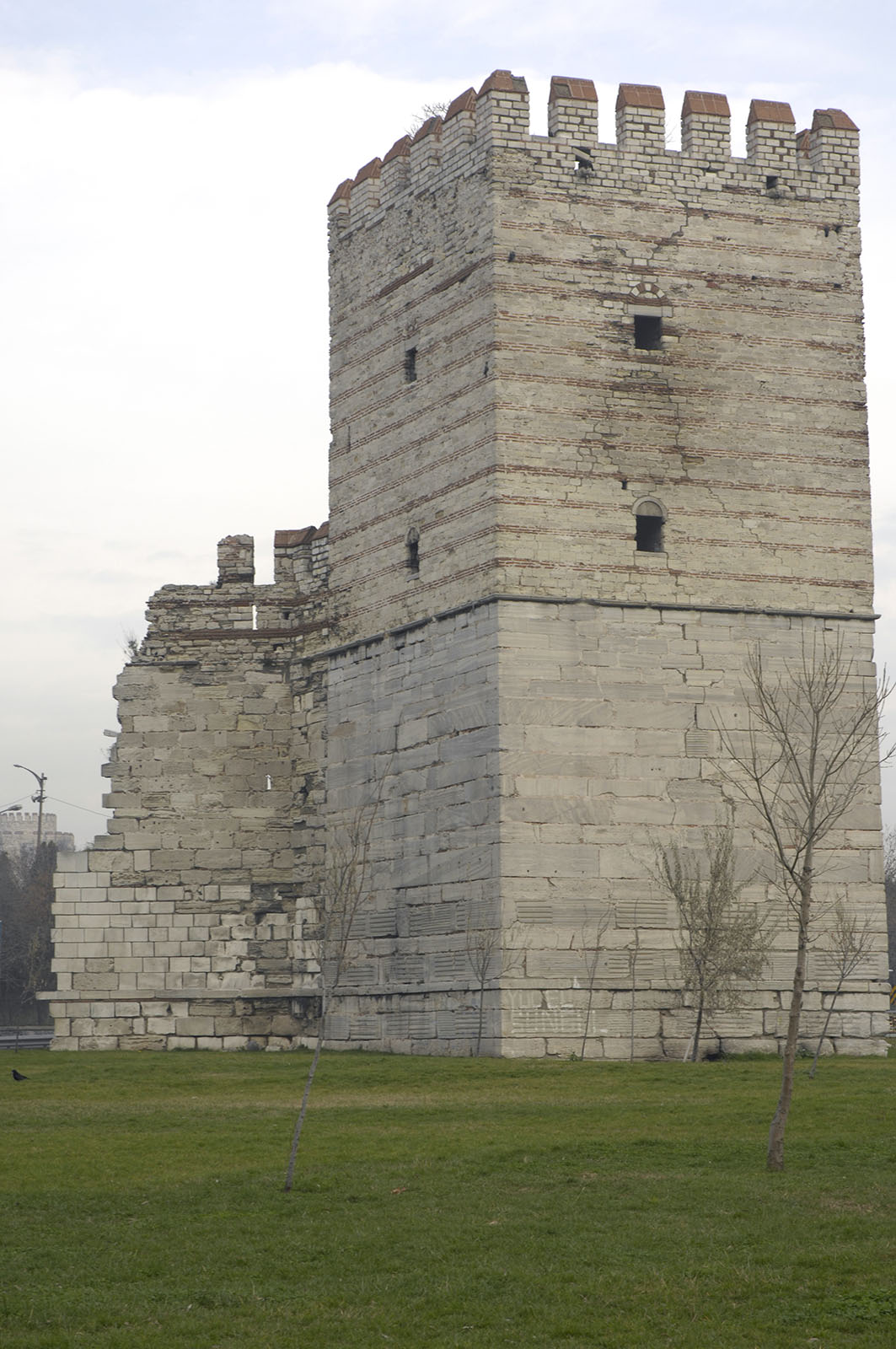
大理石の塔（南から）
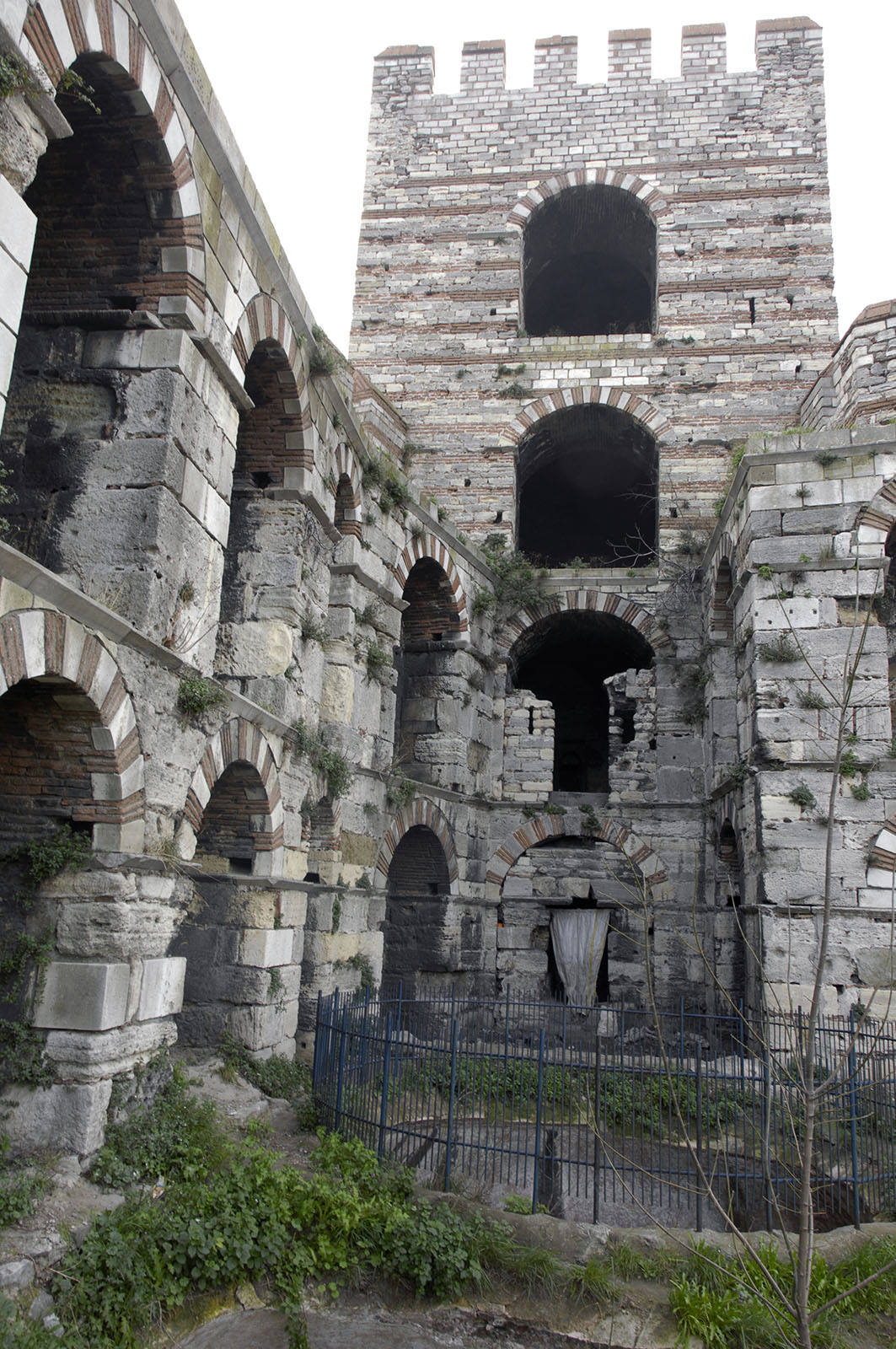
大理石の塔と接続している構造物
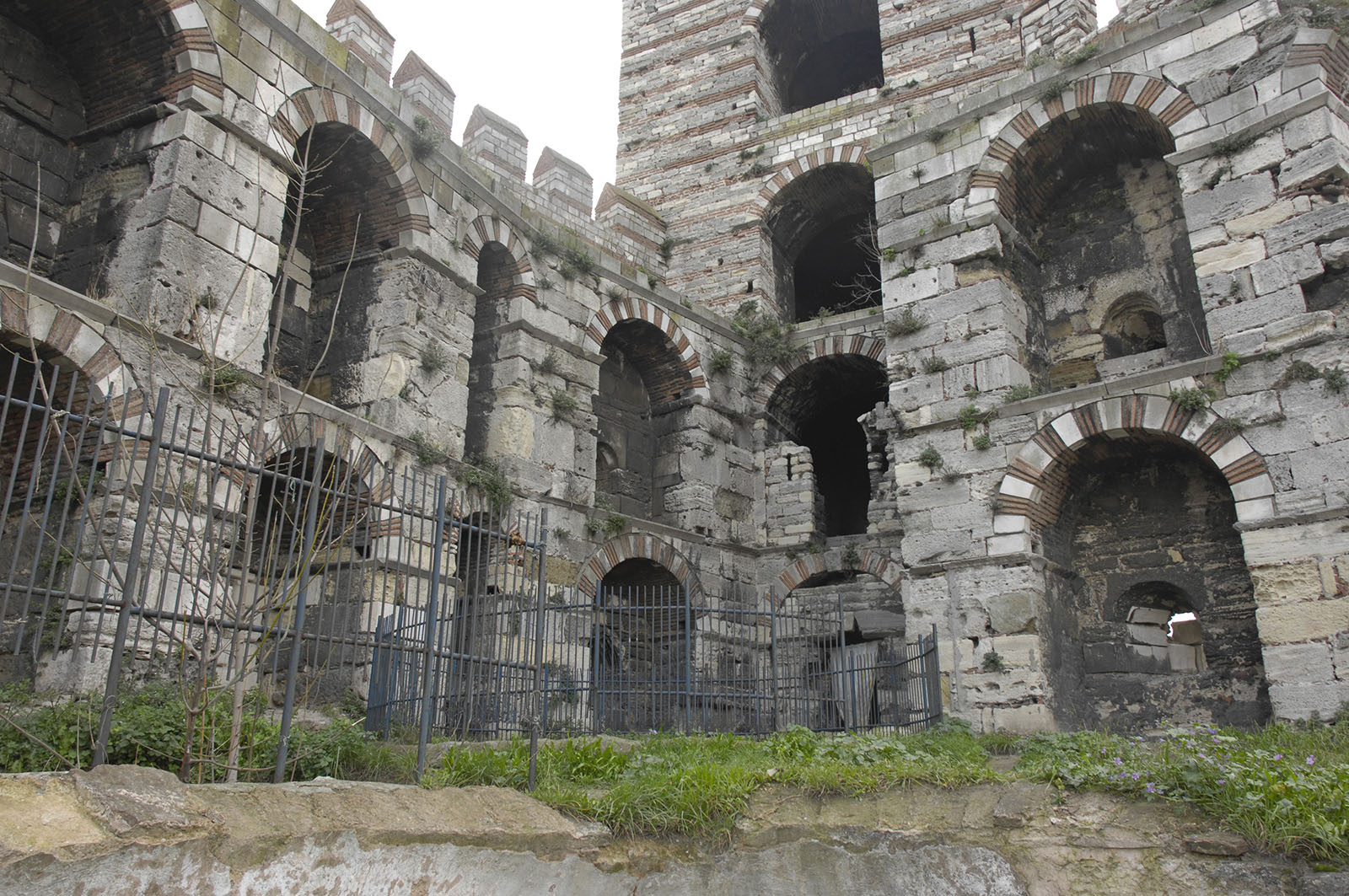
大理石の塔と接続している構造物
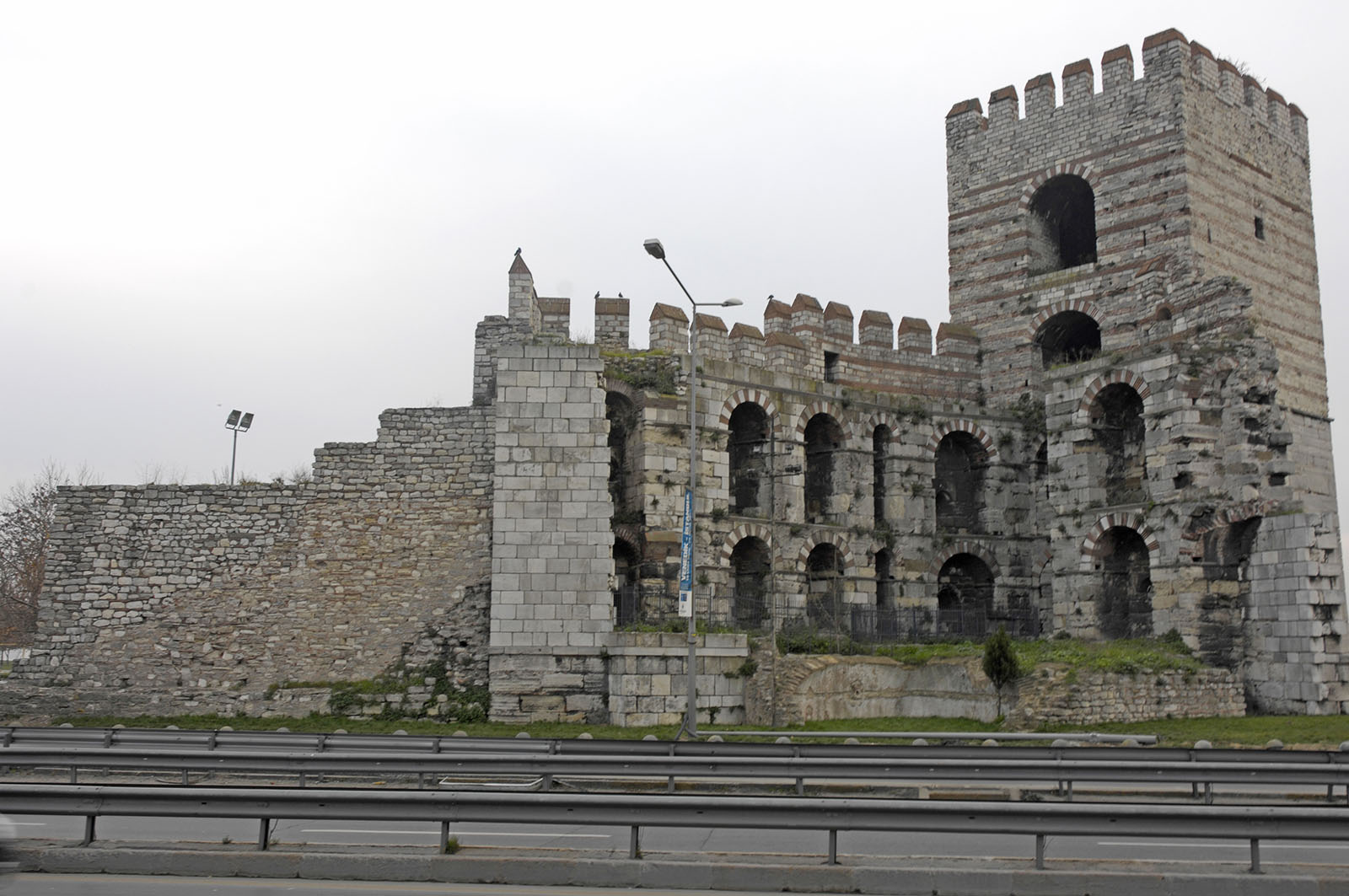
大理石の塔（ケネディ通りから）

最初の門は東門 (Ἑῴα Πύλη, Heōa Pylē) で、近くの教会の名をとって聖バルバラの門 (Πύλη τῆς μάρτυρος Βαρβάρας, Pylē tēs martyros Barbaras)とも呼ばれる。トルコ語ではトプ・カプス(Top Kapısı 「大砲の門」)と呼ばれており、これがトプカプ宮殿の名の由来となっている。この門は海の城壁の中では珍しく、黄金の門のように2つの大きな大理石塔に挟まれていた。ただこの大理石は、1816年にマフムト2世が娯楽施設メルメル・キュシュキュを建てるために持ち去った。東門は、歴史上2回、東ローマ皇帝の凱旋式の入場門となった。一度目は1126年にヨハネス2世コムネノスがカステラ・コムネノンを再征服したとき、二度目は1168年にマヌエル1世コムネノスがハンガリーとの戦争に勝利したときであった。
次の門は、トルコ語でデーイルメン・カプ(Değirmen Kapı 「製粉所の門」の意)と呼ばれている。ビザンツ時代の名称は不明である。すぐ北には、マヌエル1世コムネノスがボスポラス海峡を横断する防鎖の一端として建設したマンガナの大塔があった。防鎖の計画は、もう一端をクルソポリス（現ユスキュダル）沿岸の島に立つ、現在少女の門（Kız Kulesi）としてしられる塔として海峡を封鎖できるようにするというものだったが、おそらく実現したことはない。少女の塔は、ビザンツ時代にはダマリス (Δάμαλις)やアルクラ (Ἄρκλα)と呼ばれていた。
次の門はオスマン時代に建てられたデミルカプ(Demirkapı 「鉄門」の意)である。ギリシア語名は知られておらず、ビザンツ時代に同じ場所に門があったかどうかも不明である。デーイルメン・カプとデミルカプの背後に広がるマンガナ地区 (Μάγγανα, 「武器庫」の意)には数多くの修道院などの建築物がある。とくに有名なものとしては、マンガナの聖ゲオルギオス修道院、ハリストス・フィラントロポス教会、テオトコス・ホディゲトリア修道院、マンガナ宮殿が挙げられる。マンガナ地区の南境には4つの小門があり、2門で1組を成していて、多くの教会のために機能していたとみられる。これらの小門のうち2つ分の名が知られているが、それぞれどの門を差しているのかは確定していない。すなわち聖ラザロスの小門 (πυλὶς τοῦ ἁγίου Λαζάρου, pylis tou hagiou Lazarou)と、ホディゲトリアの小門 (, mikra pylē tēs Hodēgētrias)である。どちらも近くにある著名な修道院から名をとっている。また4つの内の一つは、ミカエル・プロトヴェスティアリオスの小門 (παραπυλὶς τοῦ Μιχαὴλ τοῦ πρωτοβεστιαρίου, parapylis tou Michaēl tou prōtovestiariou)という名だった可能性がある。

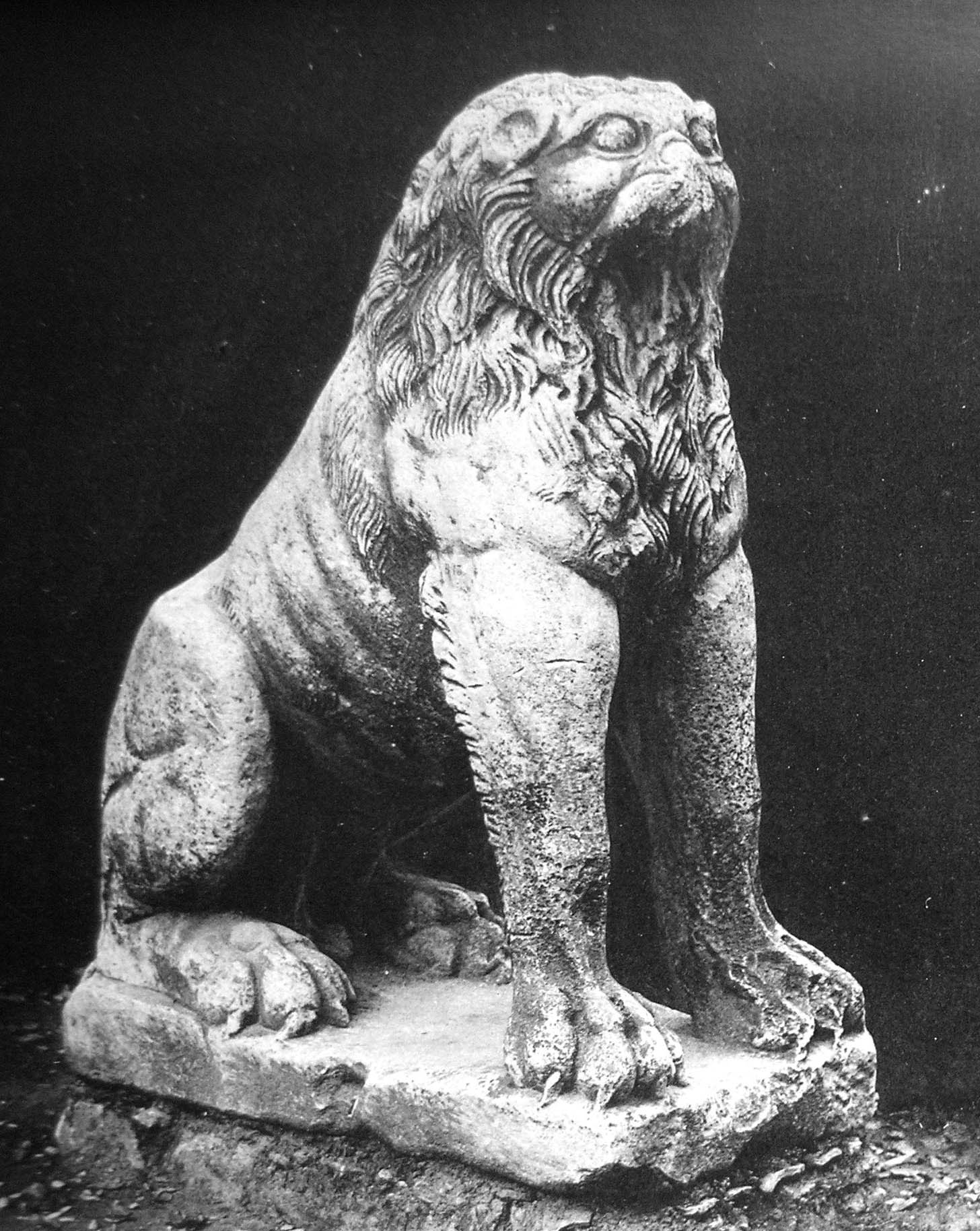
ブーコレオン宮殿の船着き場の入り口で両脇を固めていたライオンの大理石像の一つ。

さらに南へ進み、海岸線が西向きに曲がる地点には、バルハネ・カプス(Balıkhane Kapısı 「漁師小屋の門」の意)とアフルカプス(Ahırkapısı 「厩門」の意)という2つの門が存在する。これらの名は、この門から入ることができるトプカプ宮殿内の建物に由来する。ビザンツ時代の名称は分かっていない。
次の、コンスタンティノープルの南東端にあたりブコレオン宮殿に通じる門は、ビザンツ時代には、門の入り口をはさむライオン像ゆえにライオンの門 (ギリシア語: Πόρτα Λέοντος, Porta Leontos, ラテン語: Porta Leonis)、あるいは波止場に描かれた動物たちの絵ゆえに熊の門 (πόρτα τῆς ἀρκούδας, porta tēs arkoudas) と呼ばれた。トルコ語ではチャトラドゥカプ(Çatladıkapı 「壊れた門」の意)と呼ばれている。
ブコレオン宮殿の西には聖セルギオス・聖バッコス教会と、コンスタンティノープル南岸でもっとも東側の港がある。ここはユスティヌス2世 (在位: 565年–578年)の皇后の名にちなみ、ソフィア港と呼ばれた。その名がつく以前は、ユリアヌスの港と呼ばれていた。教会の前には一つ小門があり、そのすぐ後に、港に通じる大門がある。これはソフィアの門 (Πόρτα τῶν Σοφιῶν, Porta tōn Sophiōn)もしくは鉄門 (Πόρτα Σιδηρᾶ, Porta Sidēra)と呼ばれている。トルコ語では カドゥルガリマヌ・カプス(Kadırgalimanı Kapısı 「ガレー船団の港の門」の意)と呼ばれている。
次の門はコントスカリオンの門 (Πόρτα τοῦ Κοντοσκαλίου)である。この門は、砂で埋まったソフィア港の代わりに建設された同名の港に対応している。現代ではクンカプス(Kumkapısı 「砂の門」の意)と呼ばれている。
海岸をさらに西に行くと、大規模なエレウテリウス港（テオドシウス港）があった。この地区はヴランガ (Vlanga)とも呼ばれたが、現在では土砂が堆積してランガ・ボスタン(Langa Bostan)として知られている。そのすぐ東側には、トルコ語でイェニ・カプ（新しい門）として知られる城門がある。ラテン語の碑文によれば、この門は447年の地震の後に改修された。ビザンツ帝国後期に言及される「ユダヤ人の門」と同一であるとされている。
また港のすぐ西側にも、ダヴトパシャ・カプス(Davutpaşa Kapısı  「ダヴト・パシャの門」の意)がある。こちらは一般には、海の城壁とコンスタンティヌスの城壁を接続していたとされる聖アエミリアヌスの門 (Πόρτα τοῦ ἀγίου Αἰμιλιανοῦ, Porta tou hagiou Aimilianou)に比定されている。しかしジャニンは、実際の2つの城壁の接続点はダヴトパシャ・カプスよりもずっと西側にあったという異説を述べている。
さらに西へ進むと、海岸線が急に南へ向きを変える。ここに立つのがプサマティアの門(Πόρτα τοῦ Ψαμαθᾶ/Ψαμαθέως, Porta tou Psamatha/Psamatheos)である。その名は同名の地区に由来し、現在はサマテャ門(Samatya Kapısı)と呼ばれている。
さらに南西に、現在ナルルカプ(Narlıkapı 「ザクロ門」の意)と呼ばれる門がある。ビザンツ時代の名称は不明であるが、有名なストウディオス修道院の近くに門が存在したということは記録されている。

## 守備兵
東ローマ・ビザンツ帝国史を通じて、コンスタンティノープルの守備兵は都市の規模の割に極めて少なかった。常に軍事行動をとれる部隊は、皇帝の近衛部隊と、都市の地区が組織する少数の哨兵(pedatoura/kerketon)しかいなかった。首都が何らかの脅威にさらされた場合はその都度属州から軍を召集せねばならず、その間に敵が迫る恐れもあった。447年の地震や7世紀前半のアヴァール人の襲撃のような非常時には、帝国の将軍はギルドや戦車競走応援団などの組織を通して住民を徴兵、武装させ、属州兵などと合わせて動員することすらあった。
帝国の早い時代には近衛部隊として活躍したエクスクビトレス(Excubitores)やスコラエ・パラティナエ(Scholae Palatinae)は、7世紀後半までにはパレードの儀礼部隊に成り下がっていた。ユスティニアノス2世の時代になって改めて宮殿を護る近衛部隊が組織された。8世紀を通じて、帝位を狙うテマの反乱や、不人気な聖像破壊政策への反抗に悩まされ続けた皇帝たちのもとで、皇帝に忠誠を誓うエリート常備軍「タグマ」が成立した。ただタグマは遠征時には軍の中核をなすため、コンスタンティノープル付近に常にいるとは限らなかった。その中でコンスタンティノープルにとどまり続けた数少ない部隊が、ユスティニアノス2世が創設したノウメロイ(Noumeroi)とテイケイオータイ(Teicheiōtai)であった。彼らは宮殿地区を中心に、使われなくなった教会など様々な場所の警備を担った。総じて、ある時点でコンスタンティノープルにいる軍隊の規模というものは極めて少なく、多くとも数千人であった。それを補う形で、トラキアやビテュニアなど首都周辺地域の軍隊が存在していた。
コンスタンティノープルの守備兵が少ないのは、皇帝に対する反乱がおきた場合のリスクが高いことと、兵数が増えれば膨れ上がりかねない維持費などが理由として挙げられる。また実際のところ、コンスタンティノープルは極めて頑強な城壁に囲まれているため、多数の守備兵を置く必要もなかった。そのおかげで、火薬の時代が到来する以前であれば、コンスタンティノープルは圧倒的多数の敵を前にしても安全であり続けたのである。

## 周辺の防衛体制

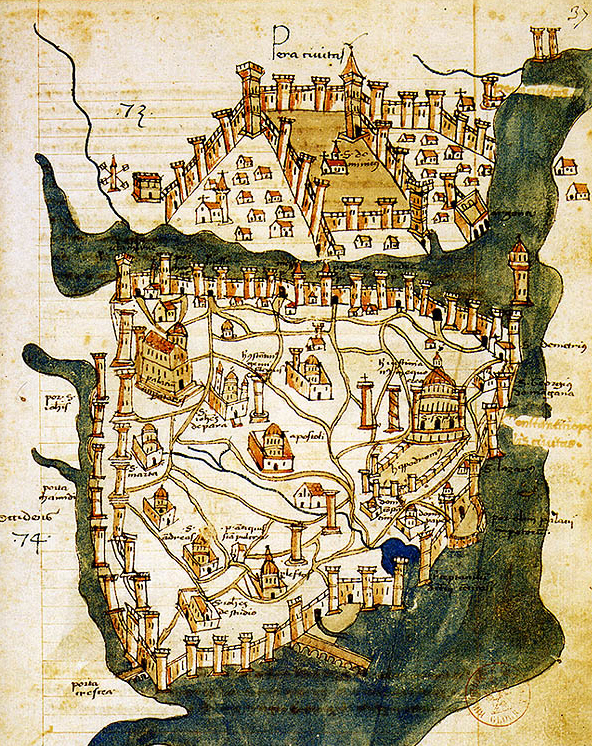
1422年にクリストフォロ・ブオンデルモンティが作成した、現存する最も古いコンスタンティノープルの地図。コンスタンティノープルや、北側の金角湾の対岸ガラタにある城塞が詳細に描かれている。またテオドシウスの城壁の外側に掘られた水堀や、ボスポラス海峡の半ばに立つ乙女の塔も見て取れる。

コンスタンティノープルには、市街を囲う城壁の外側にもさまざまな時代に多くの防衛設備が整えられていた。その中でも最初かつ最大のものが、アナスタシオスの城壁 (Gk. τεῖχος Ἀναστασιακόν, teichos Anastasiakon) 、またの名を「長い壁」 (μακρὸν τεῖχος, makron teichos, or μεγάλη Σοῦδα, megalē Souda)と呼ばれた長城である。5世紀半ばにコンスタンティノープルの約65キロメートル西方に建設された、厚さ3.30メートル、高さ5メートルを超える城壁であったが、防衛上の価値は明らかに限定的で、7世紀には城壁や守備兵を維持することが困難になり放棄された。その数世紀後には、城壁の大部分は住民の家屋の建材として取り去られ解体されたが、一部、特に都市から離れた中部・北部においては現存しているところもある。
アナスタシオスの城壁とコンスタンティノープル市の間にも、いくつかの小さな町や城塞が存在した。例えばヘブドモン地区 (Ἕβδομον"　「第7」の意。その名はミリオンから7マイルの地点にあたることに由来する。現在のバクルキョイ)には、巨大な軍営が置かれていた。アナスタシオスの城壁の外側には、ヴィゼとアルカディオポリスという2つの町が北側の街道をおさえていた。ここは陸上からコンスタンティノープルに至る主街道であり、戦略的要地にあたる2都市は歴史上コンスタンティノープル防衛の上で非常に重要な役割を担ってきた。例えば帝国軍の集結場所とされたり、侵略軍に対する抵抗拠点となったり、最悪の場合はコンスタンティノープルの防衛体制が整うまでの時間稼ぎの役回りを演じた。こうした郊外都市として歴史上特に有名なのが、セリュンブリア（現シリヴリ）である。この町は1453年のオスマン帝国による最後のコンスタンティノープル包囲の際、首都が陥落するまで降伏しなかった。小アジア側では、同様の役割をニカイアやニコメディア、またマラギナの大駐屯地が担っていた。

### ガラタの城壁
金角湾をはさんでコンスタンティノープル市の対岸にあるスィカイ地区のガラタは、5世紀初頭以降コンスタンティノープルの防衛上欠かすことのできない重要拠点となった。425年頃のノティティア・ウルビス・コンスタンティノポリタナエには、ガラタがコンスタンティノープルの第13区として記録されている。ガラタはおそらく5世紀に城壁で囲われ、その後ユスティニアヌス1世の時代に都市の資格を与えられた。しかし後にガラタの人口は減少し、7世紀以降に都市としての実態を失い、金角湾の防鎖をつなぐ「大塔」 (kastellion tou Galatou 現カラキョイ)を残すのみとなった。1204年の包囲戦でラテン帝国が成立すると、ガラタはヴェネツィア人地区となった。しかしビザンツ帝国がコンスタンティノープルを取り戻すと、ジェノヴァの治外法権植民地となり、ビザンツ帝国の支配をほとんど受けない通商基地となった。ジェノヴァはビザンツ帝国の制止を押し切って、この地区を堀と城壁と塔で囲み、独自の防衛体制を固めた。ガラタの塔、後にキリストの塔(Christea Turris)と呼ばれるものと、地区の北へ延びる城壁は、1349年に建設された。さらにこの防備は1387年、1397年、1404年に拡張され、本来ジェノヴァ人に与えられていた領域を越えて、現在のアザプカプ地区からシシャネまで、またそこからトプハーネを経てカラキョイにまで伸びた。オスマン帝国に征服された後もガラタの城壁は維持されたが、1870年代に都市の拡大のために取り壊された。現在では、かつてのコンスタンティノープル領域のほとんどから見えるガラタの塔と、断片的な遺跡のみが残っている。

### アナドル要塞とルメリ要塞

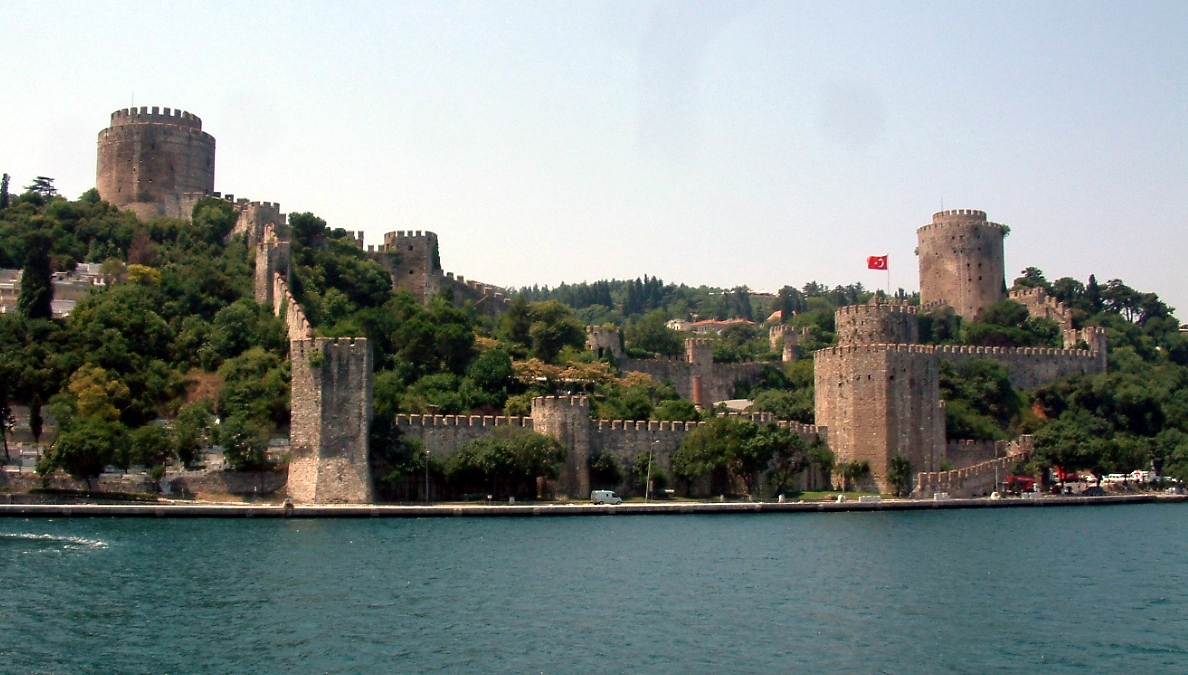
ボスポラス海峡から眺めるルメリ・ヒサル要塞

ボスポラス海峡が最も狭くなるコンスタンティノープルの北側の地域に、アナドル・ヒサルとルメリ・ヒサルという一対の要塞がある。これらはコンスタンティノープル征服に向けて、オスマン帝国が戦略的に極めて重要な北側の海域をコントロール下に置くために建設したものである。アナドル・ヒサル(トルコ語: Anadoluhisarı 「アナトリアの要塞」の意)は、かつてはアクチェヒサル(Akçehisar)やギュゼルジェヒサル(Güzelcehisar、「美しい要塞」の意)とも呼ばれたもので、1394年にバヤズィト1世によって建設された。高さは25メートル、おおよそ五角形の見張り塔で、城壁に囲まれていた
ルメリヒサル(Rumelihisarı、「ルメリアの要塞」の意)はさらに大規模で手の込んだ塔である。1452年、メフメト2世が最後の包囲戦に向けて4か月以上をかけて建設した。3つの大塔と1つの小塔、さらに城壁で接続された13の小さな見張り塔で構成されている。主要な塔には大砲が設置され、当初のボアズケセン(Boğazkesen、「海峡の切断者」の意)という名にふさわしく、ボスポラス海峡の通行を完全に支配することができた。オスマン帝国がコンスタンティノープルを征服して以降は、ルメリ・ヒサルは検問所兼牢獄として用いられ、帝国と戦争中の国家の大使館としても使われた。1509年の地震で大きな被害を被ったが修復され、19世紀後半まで使用され続けた。